# Pfungstadt

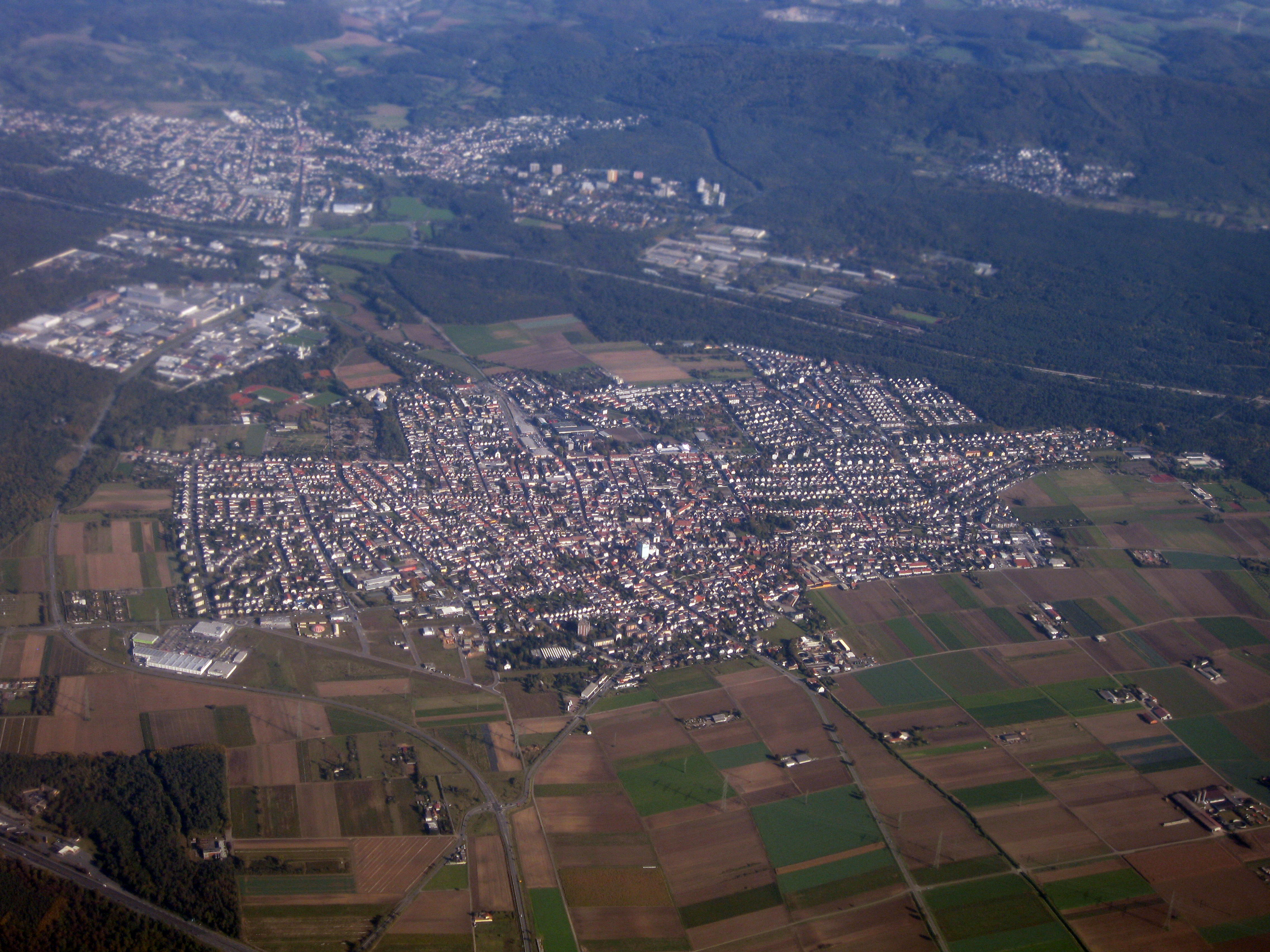
Luftbild von West nach Ost

Pfungstadt ist eine Stadt im südhessischen Landkreis Darmstadt-Dieburg.

## Geographie
Pfungstadt liegt etwa zehn Kilometer südwestlich von Darmstadt an der Modau im Hessischen Ried, ungefähr auf halbem Weg zwischen Frankfurt am Main und Mannheim. Nördlich der Stadt liegt der Westwald, die östliche Gemarkung Richtung Seeheim ist ebenfalls bewaldet, während die übrige Fläche intensiv landwirtschaftlich genutzt wird. Südlich von Pfungstadt liegen das Pfungstädter Moor und der Erlensee, östlich die Pfungstädter Düne.

### Nachbargemeinden
Pfungstadt grenzt im Nordwesten an die Stadt Griesheim, im Norden und Osten an die kreisfreie Stadt Darmstadt, im Südosten an die Gemeinde Seeheim-Jugenheim, im Süden an die Gemeinde Bickenbach, im Südwesten an die Stadt Gernsheim sowie im Westen an die Stadt Riedstadt (beide Kreis Groß-Gerau).

### Stadtgliederung
Zur Stadt gehören neben der Kernstadt noch die Stadtteile Hahn und Eschollbrücken mit seinem Ortsteil Eich.

## Geschichte

### Ortsgeschichte
Pfungstadt wurde am 18. Mai 785 erstmals im Lorscher Codex urkundlich erwähnt. Danach hat Graf Werinher dem Kloster Lorsch seinen Besitz vermacht. Zeugen waren sein Sohn Nanther und der Lobdengaugraf Warin. Für die Zeit zwischen 785 und 837 sind sechs Schenkungen im Kopialbuch des Klosters Lorsch belegt. Mit dem Niedergang des Klosters Lorsch im 13. Jahrhundert kam das Dorf in den Besitz der Grafschaft Katzenelnbogen. Südwestlich der Stadt liegen die Hügelreste der Burg Wellberg. Im Jahre 1442 wurde die Zent Pfungstadt eingerichtet. Durch die Ansiedlung zahlreicher Mühlen entlang der Modau kam es zu erstem wirtschaftlichem Aufschwung. Die Grafschaft Katzenelnbogen und mit ihr der Zentort kam dann 1479 durch Heirat der Erbtochter als Erbe zur Landgrafschaft Hessen. Verwaltungsmäßig war Pfungstadt in Hessen zeitweise ein eigenes Amt bzw. gehörte zu den Ämtern Darmstadt oder Seeheim. 1821 wurde es in den Landratsbezirk Bensheim der Provinz Starkenburg im Großherzogtum Hessen eingegliedert. Heute gehört es zum Landkreis Darmstadt-Dieburg.
Das Rathaus von Pfungstadt wurde 1614 gebaut und 1618 fertiggestellt. Während des Dreißigjährigen Krieges wurden große Teile der Ortschaft in Schutt und Asche gelegt. Im „Mansfelder Schadensverzeichnis“, das im Stadtarchiv Darmstadt aufbewahrt wird, wird von Plünderungen und Brandschatzungen berichtet. Mit der Gründung einer Krappfabrik im 18. Jahrhundert begann die Industrialisierung Pfungstadts, die ab 1845 durch die Ultramarinfabrik von Wilhelm Büchner und die Pfungstädter Brauerei von Justus Hildebrand, daneben Zündholz-, Zigarren- und Ziegelsteinproduktion geprägt war.
Die Statistisch-topographisch-historische Beschreibung des Großherzogthums Hessen berichtet 1829 über Pfungstadt:

„Pfungstadt (L. Bez. Bensheim) Marktflecken; liegt an dem Modaubach, der durch den Ort fließt, 3 St. von Bensheim, und hat 359 Häuser und 2799 Einw., die bis auf 5 Kath., 4 Reform. und 122 Juden lutherisch sind. Unter denselben sind 134 Bauern und 171, welche bürgerliche Gewerbe treiben. An Handwerkern zählt man 21 Leineweber, 16 Schneider, 15 Schuhmacher etc. Man findet eine 1748 neuerbaute Kirche, 2 Pfarrhäuser, 3 Schulen, 1 schöne Symagoge und 9 Mahlmühlen, womit eine Oelmühle verbunden ist. Die große Wollenmanufaktur, die bisher hier bestand, und welche die bedeutendste der Provinz war, ist nunmehr ins Ausland verlegt. Auch die Krappfabrik wird nur noch schwach, oder fast gar nicht mehr betrieben. Die Gemarkung hat große Torfgräbereien, und es wird jährlich eine sehr große Menge Torf, besonders nach Darmstadt, abgesetzt. Hier werden jährlich 4 Märkte gehalten. – Pfungstadt kommt im 9. Jahrhundert vor, Die Herrn von Busek hatten hier Güter, die sie 1468 an Grafen Philipp von Katzenellenbogen verkauften. Hessen kam nach und nach in Besitz dieses Orts. Die Grafen von Erbach hatten das Patronat das mit dem Ankauf des Seeheimer Amts nebst dem Zehnten zu Pfungstadt 1714 an Hessen kam. Da das Patronat ein Lehen von Churpfalz war, so machten die Grafen von Erbach statt dessen die Kirchsätze in Obermossau, Reichenbach und Gronau von Churpfalz lehnbar. Den Zehnten, der mainzisches Lehen, war trug nun Hessen von Mainz zu Lehen. Das Landgericht zu Pfungstadt wurde nach einem Weisthum von 1492 in dem Dorfe auf dem Plane beim Born gehegt. In der Nähe des Orts sind mehrere künstliche Hügel, und gewiß ist es, daß zwischen Pfungstadt und Hahn eine große Anzahl ächt römischer Urnen gefunden wurden.“

Durch Büchners Aktivitäten im Hessen-Darmstädtischen Landtag wurde Pfungstadt mit einer „Secundärbahn“, der Pfungstadtbahn, an die Rhein-Neckar-Bahn angeschlossen und am 20. Dezember 1886 zur Stadt erhoben. Pfungstadt war aufgrund des armen Sandbodens nie sonderlich bäuerlich geprägt, sondern im Wesen eine Stadt der Handwerker und Arbeiter.
Zwischen 1901 und 1908 errichtete Pfungstadt ein hochmodernes Wasser- und Elektrizitätswerk, dessen Abwärme bereits 1908 über einen mehrere hundert Meter langen Kanal die benachbarte Goetheschule, deren Sporthalle und das neu errichtete Hallenbad, eines der ersten öffentlichen Hallenbäder Hessens, beheizte.
Unmittelbar nach der Besetzung durch amerikanische Truppen im März 1945 begann in Pfungstadt die Produktion der amerikanischen Soldatenzeitung „Stars and Stripes“. Pfungstadts Einwohnerzahl wuchs sehr stark durch den Zuzug von Vertriebenen aus den ehemals deutschen Gebieten im Osten. Es entstanden große Siedlungsgebiete, und auch der Katholizismus spielte danach erstmals eine nennenswerte Rolle. Mit der Währungsreform von 1948 begann ein Aufschwung. Es siedelten sich namhafte Industriebetriebe an oder wurden gegründet, auch der Wohnungsbau wurde gefördert.

### Eingemeindungen
Im Zuge der Gebietsreform in Hessen wurden die bis dahin selbstständigen Gemeinden Hahn und Eschollbrücken nach Pfungstadt eingegliedert. Die Eingliederung der Gemeinde Hahn erfolgte am 1. Juli 1972 freiwillig. Eschollbrücken mit dem bereits am 31. Dezember 1971 nach Eschollbrücken eingemeindeten Ortsteil Eich wurde am 1. Januar 1977 kraft Landesgesetz eingegliedert. Durch diese Erweiterung stieg die Bevölkerung von 16.500 auf 22.700 Einwohner an. Für die Stadtteile Eschollbrücken und Hahn wurden Ortsbezirke mit Ortsbeirat und Ortsvorsteher gebildet.

### Verwaltungsgeschichte im Überblick
Die folgende Liste zeigt die Staaten und Verwaltungseinheiten, denen Pfungstadt angehört(e):
- vor 1479: Heiliges Römisches Reich, Grafschaft Katzenelnbogen, Obere Grafschaft Katzenelnbogen
- ab 1479: Heiliges Römisches Reich, Landgrafschaft Hessen (durch Erbfall), Obere Grafschaft Katzenelnbogen
- ab 1567: Heiliges Römisches Reich, Landgrafschaft Hessen-Darmstadt, Obere Grafschaft Katzenelnbogen, mehrfacher Amtswechsel zwischen Darmstadt, Seeheim und Pfungstadt (1787: Oberamt Darmstadt, Amt Pfungstadt; 1791: Zent Pfungstadt)[12]
- ab 1803: Heiliges Römisches Reich, Landgrafschaft Hessen-Darmstadt, Fürstentum Starkenburg, Amt Pfungstadt
- ab 1806: Großherzogtum Hessen,[Anm. 2] Fürstentum Starkenburg, Amt Pfungstadt[13]
- ab 1815: Großherzogtum Hessen[Anm. 3], Provinz Starkenburg, Amt Pfungstadt
- ab 1821: Großherzogtum Hessen, Provinz Starkenburg, Landratsbezirk Bensheim[Anm. 4]
- ab 1832: Großherzogtum Hessen, Provinz Starkenburg, Kreis Bensheim
- ab 1848: Großherzogtum Hessen, Regierungsbezirk Darmstadt
- ab 1852: Großherzogtum Hessen, Provinz Starkenburg, Kreis Darmstadt
- ab 1871: Deutsches Reich, Großherzogtum Hessen, Provinz Starkenburg, Kreis Darmstadt
- ab 1918: Deutsches Reich (Weimarer Republik), Volksstaat Hessen, Provinz Starkenburg, Kreis Darmstadt
- ab 1938: Deutsches Reich, Volksstaat Hessen, Landkreis Darmstadt[14][Anm. 5]
- ab 1945: Amerikanische Besatzungszone,[Anm. 6] Groß-Hessen, Regierungsbezirk Darmstadt, Landkreis Darmstadt
- ab 1946: Amerikanische Besatzungszone,[Anm. 7] Land Hessen, Regierungsbezirk Darmstadt, Landkreis Darmstadt
- ab 1949: Bundesrepublik Deutschland, Land Hessen, Regierungsbezirk Darmstadt, Landkreis Darmstadt
- ab 1977: Bundesrepublik Deutschland, Land Hessen, Regierungsbezirk Darmstadt, Landkreis Darmstadt-Dieburg[Anm. 8]

### Gerichte
Pfungstadt war Sitz einer Zent. In der Landgrafschaft Hessen-Darmstadt wurde mit Ausführungsverordnung vom 9. Dezember 1803 das Gerichtswesen neu organisiert. Für das Fürstentum Starkenburg (ab 1815 Provinz Starkenburg) wurde das „Hofgericht Darmstadt“ eingerichtet. Es war für normale bürgerliche Streitsachen Gericht der zweiten Instanz, für standesherrliche Familienrechtssachen und Kriminalfälle die erste Instanz. Die Rechtsprechung der ersten Instanz wurde durch weiter durch die Ämter, hier das Amt Pfungstadt ausgeübt. Die Zentgerichte hatten damit ihre Funktion verloren.
Mit Bildung der Landgerichte im Großherzogtum Hessen war ab 1821 das Landgericht Zwingenberg das Gericht erster Instanz. Die zweite Instanz war weiter das Hofgericht Darmstadt. In der erstinstanzlichen Rechtsprechung wechselte die Zuständigkeit:
- 1853: Landgericht Darmstadt; zweite Instanz: Hofgericht Darmstadt
- 1879: Amtsgericht Darmstadt II; zweite Instanz: Landgericht Darmstadt
- 1932: Amtsgericht Darmstadt; zweite Instanz: Landgericht Darmstadt

### Jüdische Gemeinde
In der Zeit um 1820 hatte die Gemeinde 122 Mitglieder (4,3 % der Gesamtbevölkerung Pfungstadts), bis zur Reichsgründung waren es 260. Damals gab es in Pfungstadt eine jüdische Schule, an der Chaim Weizmann um 1893 unterrichtete. Durch Abwanderung und Auswanderung nahm die Anzahl der Gemeindemitglieder bis 1933 auf 73 ab. Während der Reichspogromnacht wütete der braune Mob auch in Pfungstadt. Die Synagoge entging allein dadurch der Niederbrennung, weil ein benachbarter Bauer zwar nicht um seine jüdischen Nachbarn, wohl aber um seine wohlgefüllte Kornscheune direkt neben der Synagoge besorgt war. Der Vorbeter der jüdischen Gemeinde wurde in dieser Nacht aus dem Fenster der Synagoge geworfen, die jüdischen Pfungstädter wurden unmittelbar danach nach dem Ghetto Theresienstadt verbracht. 1942 wurde der letzte deportierte Pfungstädter Jude ermordet.

### Der Name Pfungstadt
Die Herkunft des Ortsnamens ist nicht eindeutig belegt. Lange wurde sie auf den vermuteten Namen eines frühen Siedlers (Phungo?) zurückgeführt. Andere führen den Namen auf das althochdeutsche pfung für Beutel oder Geldbeutel zurück. Danach bestünde ein Zusammenhang mit der Ansiedlung eines Kaufmanns.

## Bevölkerung

### Einwohnerstruktur 2011
Nach den Erhebungen des Zensus 2011 lebten am Stichtag, dem 9. Mai 2011, in Pfungstadt 23.829 Einwohner. Unter den Einwohnern waren 2577 (10,8 %) Ausländer, von denen 1142 aus dem EU-Ausland, 1027 aus anderen europäischen Ländern und 409 aus anderen Staaten kamen. Von den deutschen Einwohnern hatten 20,2 % einen Migrationshintergrund. (Bis zum Jahr 2020 erhöhte sich die Ausländerquote auf 16,2 %.) Nach dem Lebensalter waren 4101 Einwohner unter 18 Jahren, 10.047 zwischen 18 und 49, 5031 zwischen 50 und 64 und 4650 Einwohner waren älter. Die Einwohner lebten in 10.623 Haushalten. Davon waren 3477 Singlehaushalte, 3012 Paare ohne Kinder und 2916 Paare mit Kindern, sowie 879 Alleinerziehende und 342 Wohngemeinschaften. In 2223 Haushalten lebten ausschließlich Senioren und in 7299 Haushaltungen leben keine Senioren.

### Einwohnerentwicklung
| Quelle: Historisches Ortslexikon |                            |
| • 1629:                          | 202 Hausgesesse            |
| • 1695:                          | 044 Mann                   |
| • 1806:                          | 2029 Einwohner, 283 Häuser |
| • 1829:                          | 2799 Einwohner, 359 Häuser |
| • 1867:                          | 4732 Einwohner, 555 Häuser |

| Pfungstadt: Einwohnerzahlen von 1791 bis 2020 | Pfungstadt: Einwohnerzahlen von 1791 bis 2020 | Pfungstadt: Einwohnerzahlen von 1791 bis 2020 | Pfungstadt: Einwohnerzahlen von 1791 bis 2020 | Pfungstadt: Einwohnerzahlen von 1791 bis 2020 |
| --- | --------------------------------------------- | --------------------------------------------- | --------------------------------------------- | --------------------------------------------- |
| Jahr |                                               |                                               |                                               | Einwohner                                     |
| 1791 | 1791                                          |                                               | 1.743                                         | 1.743                                         |
| 1800 | 1800                                          |                                               | 1.743                                         | 1.743                                         |
| 1806 | 1806                                          |                                               | 2.029                                         | 2.029                                         |
| 1829 | 1829                                          |                                               | 2.799                                         | 2.799                                         |
| 1834 | 1834                                          |                                               | 2.990                                         | 2.990                                         |
| 1840 | 1840                                          |                                               | 3.358                                         | 3.358                                         |
| 1846 | 1846                                          |                                               | 3.744                                         | 3.744                                         |
| 1852 | 1852                                          |                                               | 3.772                                         | 3.772                                         |
| 1858 | 1858                                          |                                               | 3.943                                         | 3.943                                         |
| 1864 | 1864                                          |                                               | 4.078                                         | 4.078                                         |
| 1871 | 1871                                          |                                               | 4.412                                         | 4.412                                         |
| 1875 | 1875                                          |                                               | 4.962                                         | 4.962                                         |
| 1885 | 1885                                          |                                               | 5.534                                         | 5.534                                         |
| 1895 | 1895                                          |                                               | 5.903                                         | 5.903                                         |
| 1905 | 1905                                          |                                               | 6.578                                         | 6.578                                         |
| 1910 | 1910                                          |                                               | 6.799                                         | 6.799                                         |
| 1925 | 1925                                          |                                               | 7.348                                         | 7.348                                         |
| 1939 | 1939                                          |                                               | 7.959                                         | 7.959                                         |
| 1946 | 1946                                          |                                               | 9.606                                         | 9.606                                         |
| 1950 | 1950                                          |                                               | 10.737                                        | 10.737                                        |
| 1956 | 1956                                          |                                               | 11.681                                        | 11.681                                        |
| 1961 | 1961                                          |                                               | 13.064                                        | 13.064                                        |
| 1967 | 1967                                          |                                               | 16.230                                        | 16.230                                        |
| 1970 | 1970                                          |                                               | 17.075                                        | 17.075                                        |
| 1972 | 1972                                          |                                               | 19.685                                        | 19.685                                        |
| 1975 | 1975                                          |                                               | 22.594                                        | 22.594                                        |
| 1980 | 1980                                          |                                               | 23.470                                        | 23.470                                        |
| 1985 | 1985                                          |                                               | 23.294                                        | 23.294                                        |
| 1990 | 1990                                          |                                               | 23.864                                        | 23.864                                        |
| 1995 | 1995                                          |                                               | 24.882                                        | 24.882                                        |
| 2000 | 2000                                          |                                               | 25.043                                        | 25.043                                        |
| 2005 | 2005                                          |                                               | 25.013                                        | 25.013                                        |
| 2010 | 2010                                          |                                               | 24.615                                        | 24.615                                        |
| 2011 | 2011                                          |                                               | 23.829                                        | 23.829                                        |
| 2015 | 2015                                          |                                               | 24.387                                        | 24.387                                        |
| 2020 | 2020                                          |                                               | 25.029                                        | 25.029                                        |
| Datenquelle: Historisches Gemeindeverzeichnis für Hessen: Die Bevölkerung der Gemeinden 1834 bis 1967. Wiesbaden: Hessisches Statistisches Landesamt, 1968. Weitere Quellen: ; 1791; 1800; 1972:; Hessisches Statistisches Informationssystem; Zensus 2011 Ab 1972 einschließlich der im Zuge der Gebietsreform in Hessen eingegliederten Orte. |                                               |                                               |                                               |                                               |

### Religionszugehörigkeit
| Quelle: Historisches Ortslexikon und Stadt Pfungstadt | |
| • 1829:                                               | 2688 lutheranische (= 95,32 %), 4 reformierte (= 0,14 %), 122 jüdische (= 4,26 %) und 5 katholische (= 0,18 %) Einwohner                                                          |
| • 1961:                                               | 9442 evangelische (= 72,27 %), 3083 römisch-katholische (= 23,60 %) Einwohner |
| • 2000:                                               | 8839 evangelische (= 45,39 %), 4820 römisch-katholische (= 24,75 %) Einwohner |
| • 1987:                                               | 13.201 evangelische (= 57,2 %), 5725 katholische (= 24,8 %), 4158 sonstige (= 18,0 %) Einwohner                                                                                   |
| • 2011:                                               | 9830 evangelische (= 41,5 %), 5500 katholische (= 23,2 %), 230 freikirchliche (= 1,0 %), 220 orthodoxe (= 0,9 %), 710 andersgläubig (= 3,0 %), 7200 sonstige (= 30,4 %) Einwohner |
| • 2016:                                               | 9176 evangelische (= 35,2 %), 5131 römisch-katholische (= 19,7 %) Einwohner und 11785 (= 45,2 %) Einwohner sonstiger Religionszugehörigkeit oder konfessionslos                   |

### Erwerbstätigkeit
Die Gemeinde im Vergleich mit Landkreis, Regierungsbezirk Darmstadt und Hessen:
|                                                   | Jahr | Gemeinde | Landkreis | Regierungsbezirk | Hessen    |
| ------------------------------------------------- | ---- | -------- | --------- | ---------------- | --------- |
| Sozialversicherungspflichtig Beschäftigte         | 2017 | 5.309    | 74.525    | 1.695.567        | 2.524.156 |
| Veränderung zu                                    | 2000 | −16,5 %  | +21,1 %   | +16,1 %          | +16,0 %   |
| davon Vollzeit                                    | 2017 | 71,3 %   | 68,3 %    | 72,8 %           | 71,8 %    |
| davon Teilzeit                                    | 2017 | 28,7 %   | 31,7 %    | 27,2 %           | 28,2 %    |
| Ausschließlich geringfügig entlohnte Beschäftigte | 2017 | 1.178    | 15.305    | 224.267          | 372.991   |
| Veränderung zu                                    | 2000 | −3,1 %   | +14,4 %   | +9,0 %           | +8,8 %    |

| Branche                         | Jahr | Gemeinde | Landkreis | Regierungsbezirk | Hessen |
| ------------------------------- | ---- | -------- | --------- | ---------------- | ------ |
| Produzierendes Gewerbe          | 2000 | 48,3 %   | 41,1 %    | 27,0 %           | 30,6 % |
|                                 | 2017 | 32,4 %   | 31,3 %    | 20,4 %           | 24,3 % |
| Handel, Gastgewerbe und Verkehr | 2000 | 26,6 %   | 26,1 %    | 26,4 %           | 25,1 % |
|                                 | 2017 | 27,8 %   | 26,8 %    | 24,7 %           | 23,8 % |
| Unternehmensdienstleistungen    | 2000 | 05,5 %   | 11,6 %    | 25,1 %           | 20,2 % |
|                                 | 2017 | 09,4 %   | 17,1 %    | 31,6 %           | 26,1 % |
| Sonstige Dienstleistungen       | 2000 | 19,2 %   | 18,8 %    | 20,1 %           | 22,5 % |
|                                 | 2017 | 29,5 %   | 23,6 %    | 23,0 %           | 25,4 % |
| Sonstiges (bzw. ohne Zuordnung) | 2000 | 00,4 %   | 02,4 %    | 01,4 %           | 01,5 % |
|                                 | 2017 | 00,8 %   | 00,9 %    | 00,3 %           | 00,4 % |

## Politik

### Stadtverordnetenversammlung
Die Kommunalwahl am 14. März 2021 lieferte folgendes Ergebnis, in Vergleich gesetzt zu früheren Kommunalwahlen:
| Sitzverteilung in der Stadtverordnetenversammlung 2021Insgesamt 37 Sitze - FGL: 2 - SPD: 12 - Grüne: 5 - FDP: 2 - CDU: 6 - FW: 3 - UBP: 7 | Parteien und Wählergemeinschaften | Parteien und Wählergemeinschaften           | % 2021 | Sitze 2021 | % 2016 | Sitze 2016 | % 2011 | Sitze 2011 | % 2006 | Sitze 2006 | % 2001 | Sitze 2001 |
| Sitzverteilung in der Stadtverordnetenversammlung 2021Insgesamt 37 Sitze - FGL: 2 - SPD: 12 - Grüne: 5 - FDP: 2 - CDU: 6 - FW: 3 - UBP: 7 | SPD                               | Sozialdemokratische Partei Deutschlands     | 32,5   | 12         | 29,1   | 11         | 44,8   | 16         | 45,4   | 17         | 49,9   | 18         |
| Sitzverteilung in der Stadtverordnetenversammlung 2021Insgesamt 37 Sitze - FGL: 2 - SPD: 12 - Grüne: 5 - FDP: 2 - CDU: 6 - FW: 3 - UBP: 7 | UBP                               | Unabhängige Bürger Pfungstadt               | 18,8   | 7          | 25,2   | 9          | 6,0    | 2          | —      | —          | —      | —          |
| Sitzverteilung in der Stadtverordnetenversammlung 2021Insgesamt 37 Sitze - FGL: 2 - SPD: 12 - Grüne: 5 - FDP: 2 - CDU: 6 - FW: 3 - UBP: 7 | CDU                               | Christlich Demokratische Union Deutschlands | 17,6   | 6          | 20,0   | 7          | 23,6   | 9          | 31,9   | 12         | 28,7   | 11         |
| Sitzverteilung in der Stadtverordnetenversammlung 2021Insgesamt 37 Sitze - FGL: 2 - SPD: 12 - Grüne: 5 - FDP: 2 - CDU: 6 - FW: 3 - UBP: 7 | GRÜNE                             | Bündnis 90/Die Grünen                       | 12,7   | 5          | 12,6   | 5          | 15,9   | 6          | 8,4    | 3          | 8,0    | 3          |
| Sitzverteilung in der Stadtverordnetenversammlung 2021Insgesamt 37 Sitze - FGL: 2 - SPD: 12 - Grüne: 5 - FDP: 2 - CDU: 6 - FW: 3 - UBP: 7 | FW                                | Freie Wähler                                | 7,4    | 3          | 8,0    | 3          | 7,1    | 3          | 9,8    | 3          | 9,1    | 3          |
| Sitzverteilung in der Stadtverordnetenversammlung 2021Insgesamt 37 Sitze - FGL: 2 - SPD: 12 - Grüne: 5 - FDP: 2 - CDU: 6 - FW: 3 - UBP: 7 | FDP                               | Freie Demokratische Partei                  | 5,6    | 2          | 5,0    | 2          | 2,6    | 1          | 4,5    | 2          | 4,4    | 2          |
| Sitzverteilung in der Stadtverordnetenversammlung 2021Insgesamt 37 Sitze - FGL: 2 - SPD: 12 - Grüne: 5 - FDP: 2 - CDU: 6 - FW: 3 - UBP: 7 | FGL                               | Freie Grüne Liste                           | 5,3    | 2          | —      | —          | —      | —          | —      | —          | —      | —          |
| Sitzverteilung in der Stadtverordnetenversammlung 2021Insgesamt 37 Sitze - FGL: 2 - SPD: 12 - Grüne: 5 - FDP: 2 - CDU: 6 - FW: 3 - UBP: 7 | gesamt                            | gesamt                                      | 100,0  | 37         | 100,0  | 37         | 100,0  | 37         | 100,0  | 37         | 100,0  | 37         |
| Sitzverteilung in der Stadtverordnetenversammlung 2021Insgesamt 37 Sitze - FGL: 2 - SPD: 12 - Grüne: 5 - FDP: 2 - CDU: 6 - FW: 3 - UBP: 7 | Wahlbeteiligung in %              | Wahlbeteiligung in %                        | 48,5   | 48,5       | 46,3   | 46,3       | 46,3   | 46,3       | 45,6   | 45,6       | 49,8   | 49,8       |

### Bürgermeister
Nach der hessischen Kommunalverfassung wird der Bürgermeister für eine sechsjährige Amtszeit gewählt, seit dem Jahr 1993 in einer Direktwahl, und ist Vorsitzender des Magistrats, dem in der Stadt Pfungstadt neben dem Bürgermeister ehrenamtlich ein Erster Stadtrat und sieben weitere Stadträte angehören. Bürgermeister ist seit dem 1. Januar 2014 Patrick Koch (SPD). Er wurde als Nachfolger von Horst Baier (SPD), der nach vier Amtszeiten nicht mehr kandidiert hatte und in den Ruhestand ging, am 18. August 2013 im ersten Wahlgang bei 47,4 Prozent Wahlbeteiligung mit 57,7 Prozent der Stimmen gewählt. Es folgte eine Wiederwahl im Mai 2019.
Amtszeiten der Bürgermeister
- 2014–2025 Patrick Koch (SPD)[36]
- 1990–2013 Horst Baier (SPD)
- 1984–1989 Erich Hoffmann (CDU)
- 1974–1983 Justus Ahlheim (SPD)
- 1958–1974 Heinrich Gunkel (SPD)
- 1949–1958 Albert Jaeger (SPD)
- 1948 Heinrich Gunkel (SPD)
- 1945–1949 Georg Roth (SPD)
- 1945 Ludwig Clemenz (SPD)
- 1945 Adam Schwinn

Vor dem Zweiten Weltkrieg hatte die Stadt folgende Bürgermeister:
- Karl Ludwig (letzter Amtmann)
- Philipp Heß, 1821–1841
- Johann Georg Fey, 1841–1855
- Johann Georg Ackermann, 1855–1866
- Ludwig Spalt, 1868–1877
- Wilhelm Schiemer, 1877–1889
- Ludwig Lang (NLP), 1889–1916
- Gemeindesekretär Adam Schwinn (kommissarisch), 1916–1919
- Adam Schwinn, 1919–1933
- Georg Steinmetz, 1933–1935
- Georg Riehl, 1935

### Ortsbezirke
Folgende Ortsbezirke mit Ortsbeirat und Ortsvorsteher nach der Hessischen Gemeindeordnung gibt es im Gemeindegebiet:
- Ortsbezirk Eschollbrücken/Eich (Gebiete der ehemaligen Gemeinde Eschollbrücken mit dem Ortsteil Eich). Der Ortsbeirat besteht aus 9 Mitgliedern.
- Ortsbezirk Hahn (Gebiete der ehemaligen Gemeinde Hahn). Der Ortsbeirat besteht aus 9 Mitgliedern.

### Wappen und Flagge

#### Wappen
| Wappen von Pfungstadt | Blasonierung: „Schild geteilt. Oben in goldenem Feld ein roter, blaubewehrter, wachsender Löwe; unten in blauem Felde drei silberne Hufeisen (2:1).“ |
| Wappen von Pfungstadt | Das Wappen wurde am 9. April 1954 durch das Hessische Innenministerium genehmigt. Der seit dem Ausgang des Mittelalters als Flecken betrachtete Sitz eines Zentgerichts wurde 1887 zur Stadt erhoben. Das 1954 vom Hessischen Innenministerium neu bestätigte Wappen geht auf das Bild im Gerichtssiegel des 16. Jahrhunderts (Abdrucke seit 1619) zurück. Die Zusammenstellung des wachsenden (roten) Löwen aus dem Schild der Ortsherrschaft mit einem individuellen Zeichen entspricht dem Gebrauch in den kommunalen Siegeln und Wappen im Gebiet der einstigen Grafschaft Katzenelnbogen. Die Hufeisen stellen wohl das ältere Ortszeichen dar. Otto Hupp tingierte bei sonst gleicher Darstellung die untere Schildhälfte silbern mit blauen Hufeisen. |

#### Flagge
Die Stadtflagge wurde zusammen mit dem Wappen genehmigt und wird wie folgt beschrieben:  „Auf der weißen Mittelbahn des blau-weiß-blauen Flaggentuches das Wappen der Stadt Pfungstadt.“ 

### Städtepartnerschaften
Pfungstadt ist verschwistert mit den folgenden Partnerstädten.
- Retford (Nottinghamshire), seit 1979
- Figline Valdarno, seit 1993
- Gradignan, seit 1996
- Hévíz, seit 2005
- Oshikuku, seit 2018 wird eine Partnerschaft angestrebt[42]

## Kultur und Sehenswürdigkeiten

### Pfungstädter Galgen

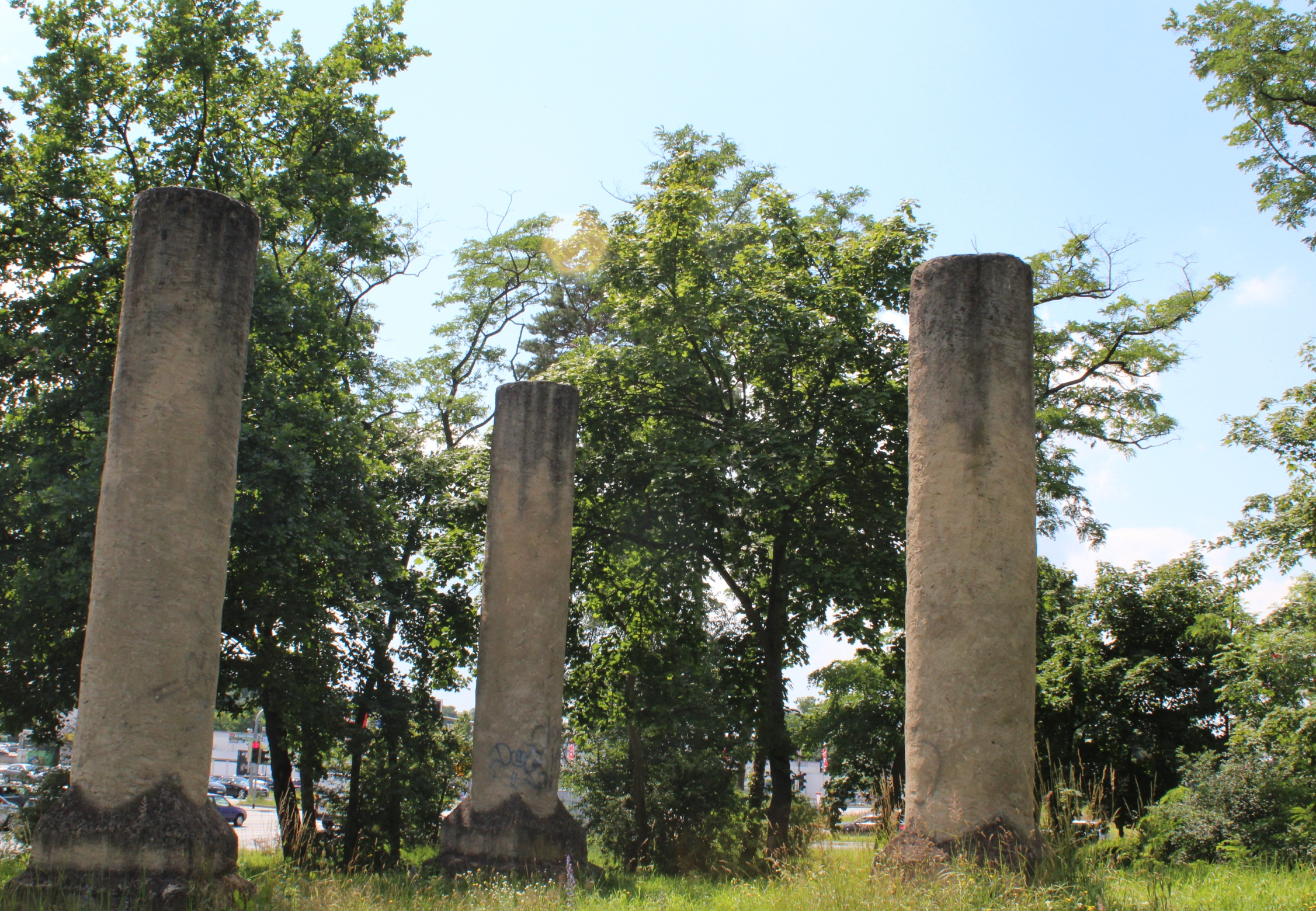
Der Pfungstädter Galgen

#### Geschichte und Entstehung
Der im 14. Jahrhundert erbaute Galgen galt im Mittelalter als Hinrichtungsort des 1442 erstmals schriftlich erwähnten Zentgerichts Pfungstadt. Die zunächst hölzerne Konstruktion wurde 1603 durch drei gemauerte und verputzte Säulen ersetzt. Auf den Säulen wurden durch Seile verbundene Holzbohlen angebracht, an welchen die Stricke befestigt waren.

#### Der Galgen heute
Die gemauerten Säulen des Galgens sind an der Ortsgrenze von Pfungstadt nach Darmstadt-Eberstadt erhalten geblieben. Rundherum breitete sich das Industriegebiet Pfungstadts immer weiter aus. Das Denkmal liegt auf einem kleinen Hügel und kann jederzeit besichtigt werden. Freiwillige Helfer reinigen regelmäßig das Gelände um das Denkmal zu bewahren.

### Bauwerke
Das Alte Rathaus, ein barocker Bau von 1614, der direkt über der Modau errichtet wurde. Es wird heute für Stadtverordnetenversammlungen genutzt (1. Stock). Im Erdgeschoss befindet sich die „Säulenhalle“, die sporadisch für kulturelle Zwecke genutzt wird.
Die Villa Büchner, erbaut als Wohnhaus des Industriellen und Politikers Wilhelm Büchner (1816–1892), dem Inhaber der Pfungstädter „Blaufabrik“, 1864 erbaut nach Plänen des Darmstädter Architekten Carl Balthasar Harres. Es handelt sich um ein außerordentliches Bauwerk des Historismus. Raumschnitt, Fenster, Stuckaturen und Wandbemalungen sind erhalten. Von 2006 bis 2009 erfolgte die Renovierung durch die Stadt Pfungstadt. Das Gebäude konnte mit erheblichem kommunalen Aufwand vollständig in den Ausstattungszustand der Bauzeit versetzt werden. Die Beletage dient gelegentlicher bürgerschaftlicher Nutzung für öffentliche und private Veranstaltungen, daneben steht sie auch als weitere Filiale des Standesamtes für Eheschließungen zur Verfügung. Im Obergeschoss ist eine Anwaltskanzlei untergebracht.

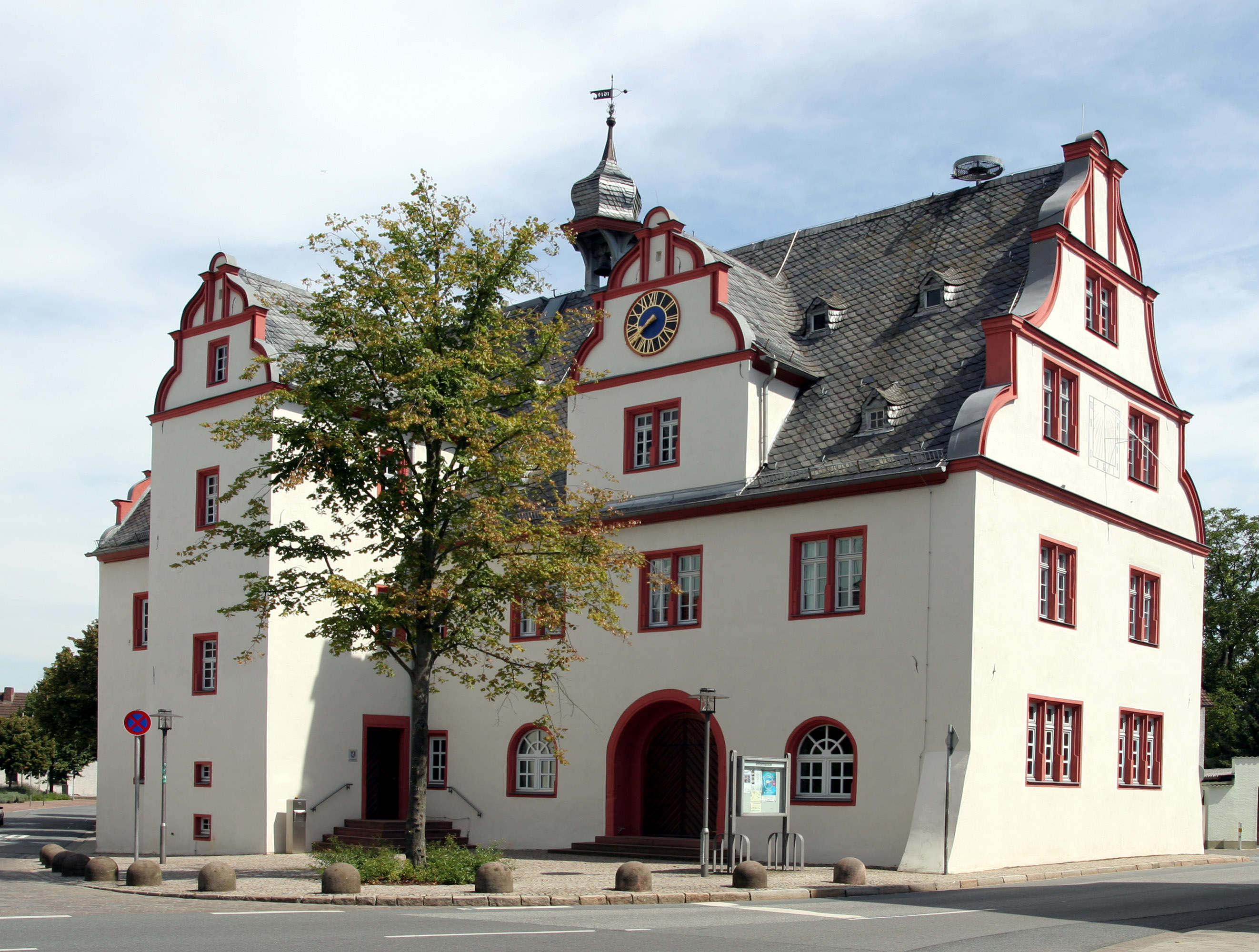
Altes Rathaus Pfungstadt
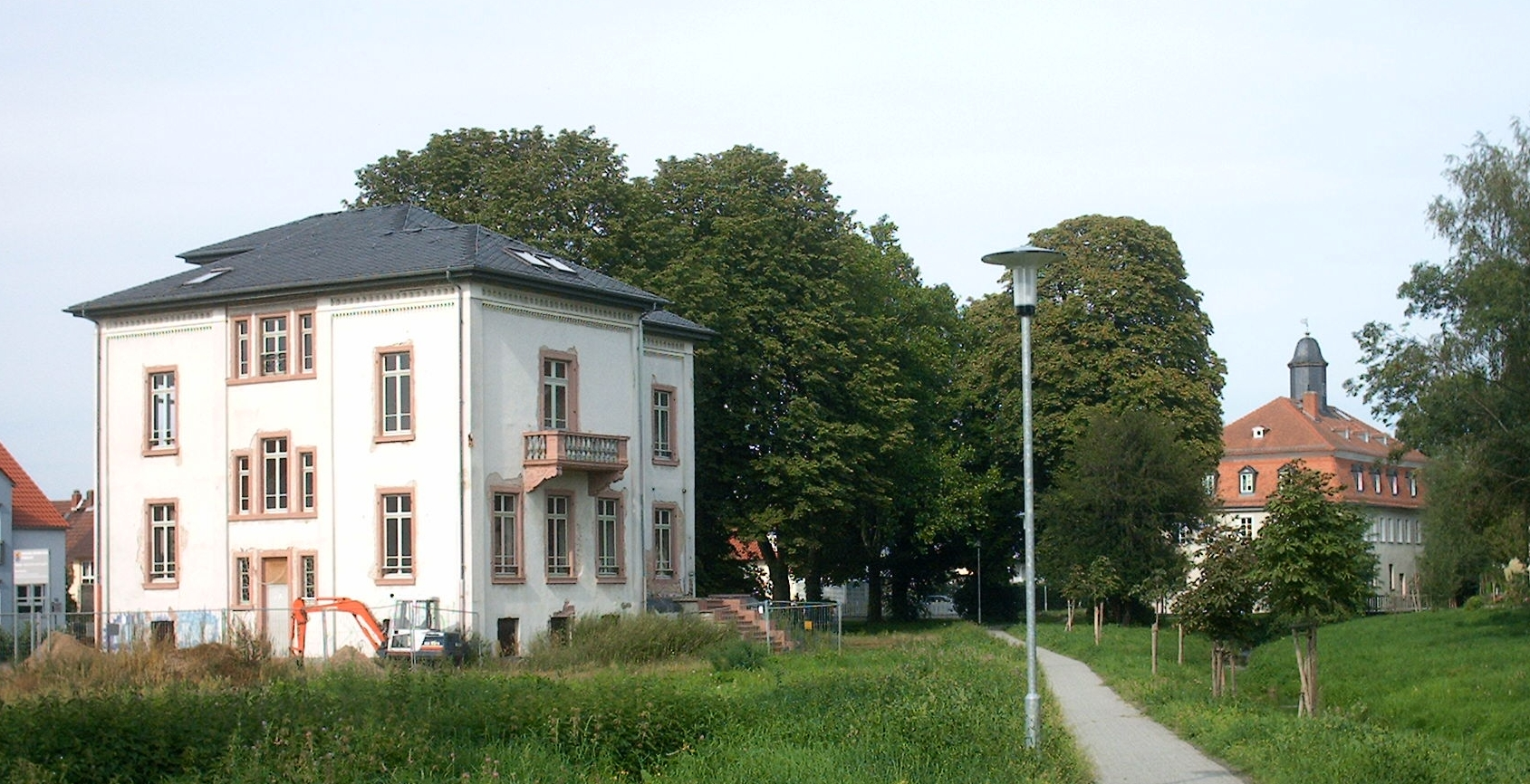
Villa Büchner, Pfungstadt
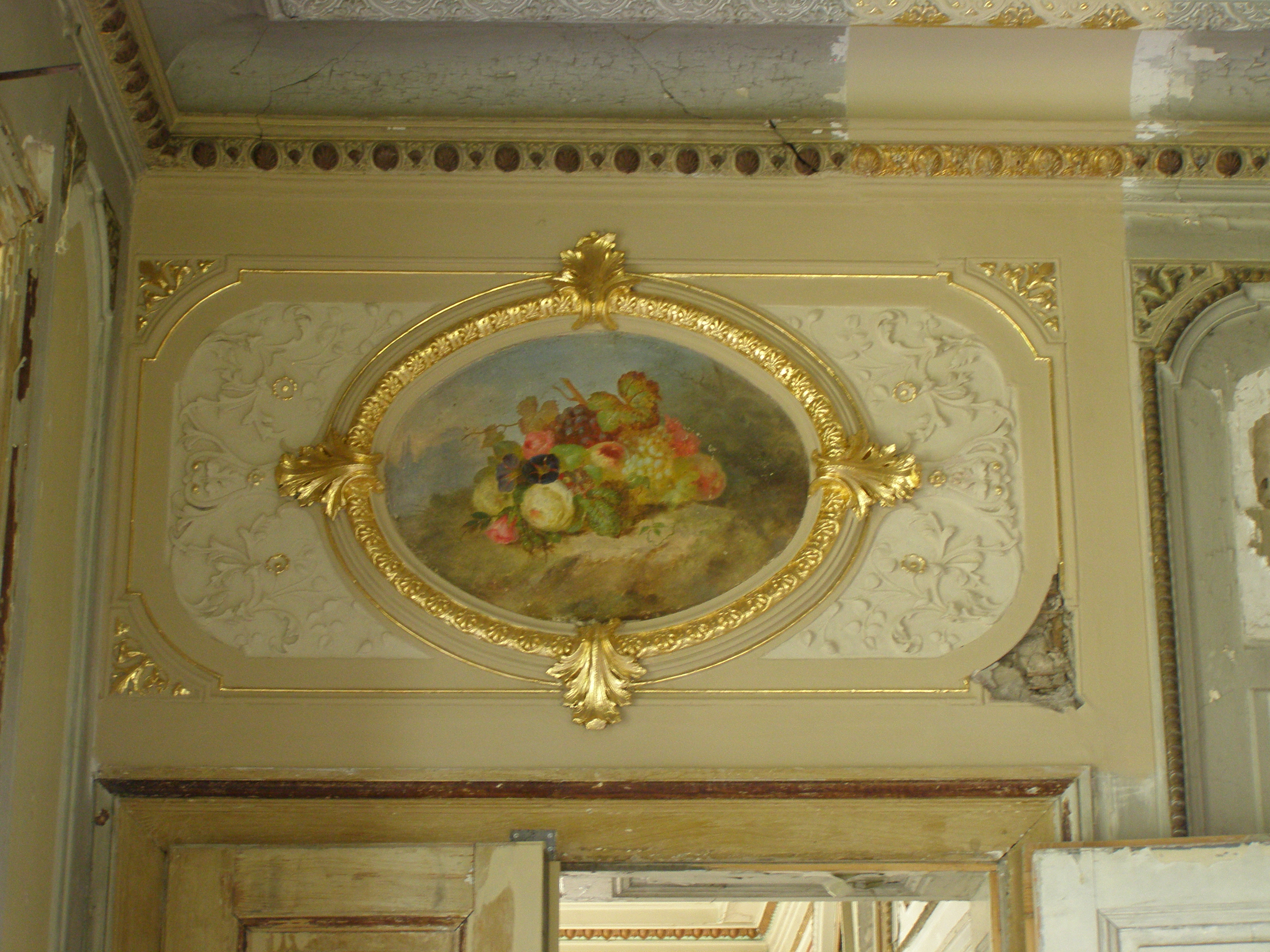
Detail aus der Villa Büchner, Pfungstadt (Supraporte im Festsaal)

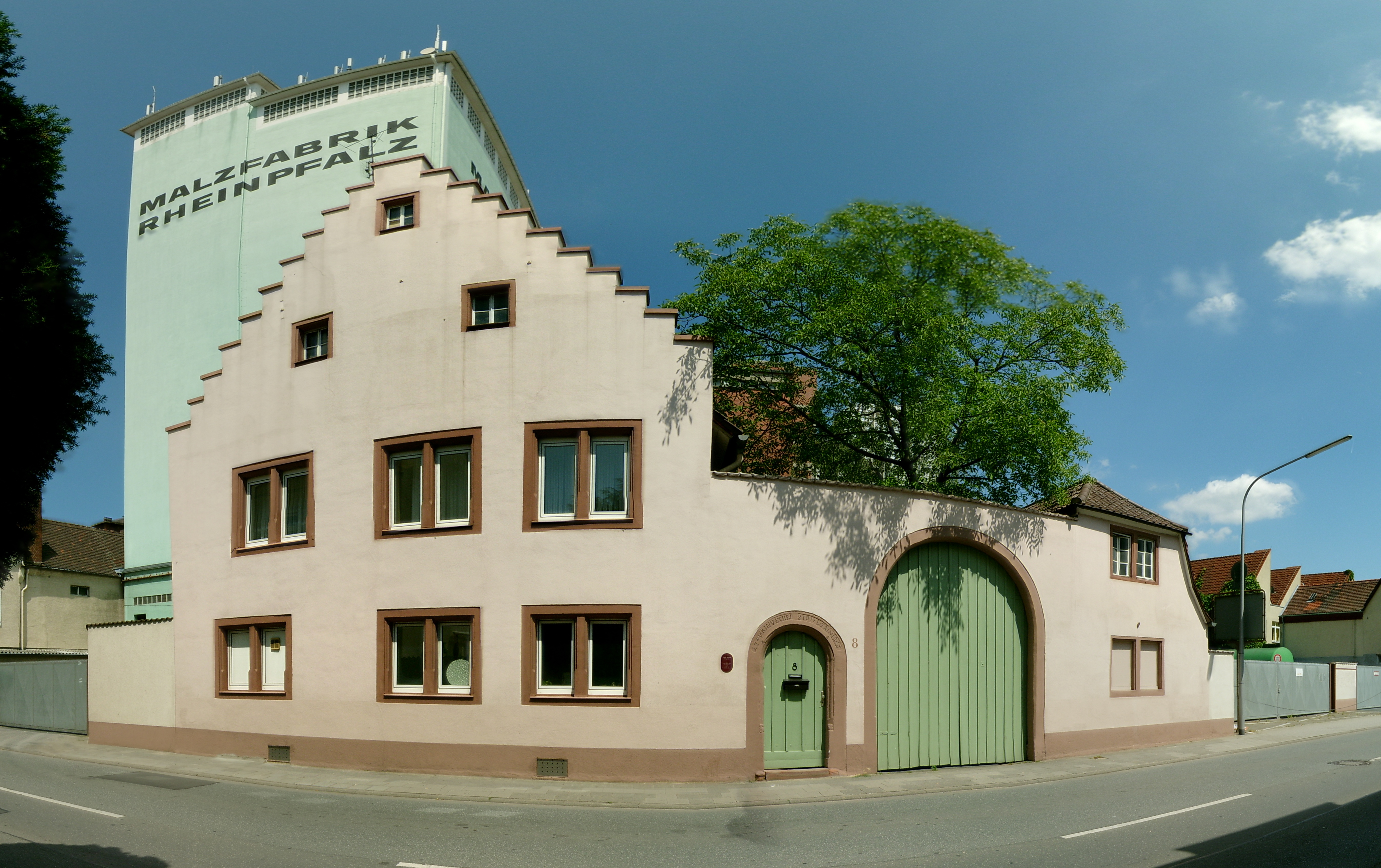
Ehemaliges Pfarrhaus in der Borngasse

Das ehemalige Pfarrhaus, ältestes erhaltenes Steinhaus aus dem 16. Jahrhundert, fällt durch seinen Treppengiebel auf.
Das ehemalige Elektrizitäts- und Wasserwerk in der Brunnenstraße wurde 1901 erbaut und versorgte – mit damals neuartiger Fernheizung – die 250 Meter entfernten Goetheschule (erbaut 1907/1908 von Georg Scherer, eingeweiht 1908) mit Turnhalle und Schwimmbad (eines der ersten öffentlichen Hallenbäder in Hessen).
Heute steht das ehemalige E-Werk dank bürgerschaftlichem Engagement unter Denkmalschutz. Im sanierten Haupthaus sind Kulturamt und Stadtentwicklungsgesellschaft untergebracht, die Betriebshalle wird gelegentlich für Flohmärkte und kleine kulturelle Veranstaltungen genutzt.

#### Ehemalige Synagoge
Das Gebäude der ehemaligen Synagoge in der Hillgasse 8 wurde zwischen 1815 und 1820 errichtet. Auf der restaurierten Decke strahlen goldene Sterne in leuchtendem Blau gemalt mit Wilhelm Büchners Ultramarin. Die Synagoge wurde in der Pogromnacht am 9. November 1938 geplündert und geschändet, die Inneneinrichtung zerstört. Wegen der Nähe anderer Gebäude wurde sie allerdings nicht abgebrannt.
1939 übernahm die Landwirtschaftliche Genossenschaft im Zeichen von „Arisierungen“ das Anwesen für 6000 Reichsmark und nutzte die Synagoge als Fruchtspeicher. Später wurden Geräte und Fahrzeuge untergestellt und ein Scheunentor in eine Seitenwand gebrochen. Weitere Nutzungen waren Wohn- und Lagerhaus und, nach Einbau von Zwischendecken und Wänden, bis 1993 die Nutzung durch fünf Gastarbeiterfamilien.
Erst nach dem Erwerb des Anwesens durch die Stadt Pfungstadt 1990, wurde mit Kosten von ca. 1,2 Mio. Euro das Gebäude entkernt, instand gesetzt, die Frauenempore wiederhergestellt und das Gebäude renoviert. Dabei wurden Schäden aus der Zeit nach 1938 nicht vertuscht. Seit 2001 ist die ehemalige Synagoge als Kulturhaus ehemalige Synagoge der Öffentlichkeit zugänglich, seit 2011 dient sie als Ort für Ausstellungen, Konzerte und Lesungen.

#### Evangelische Kirche

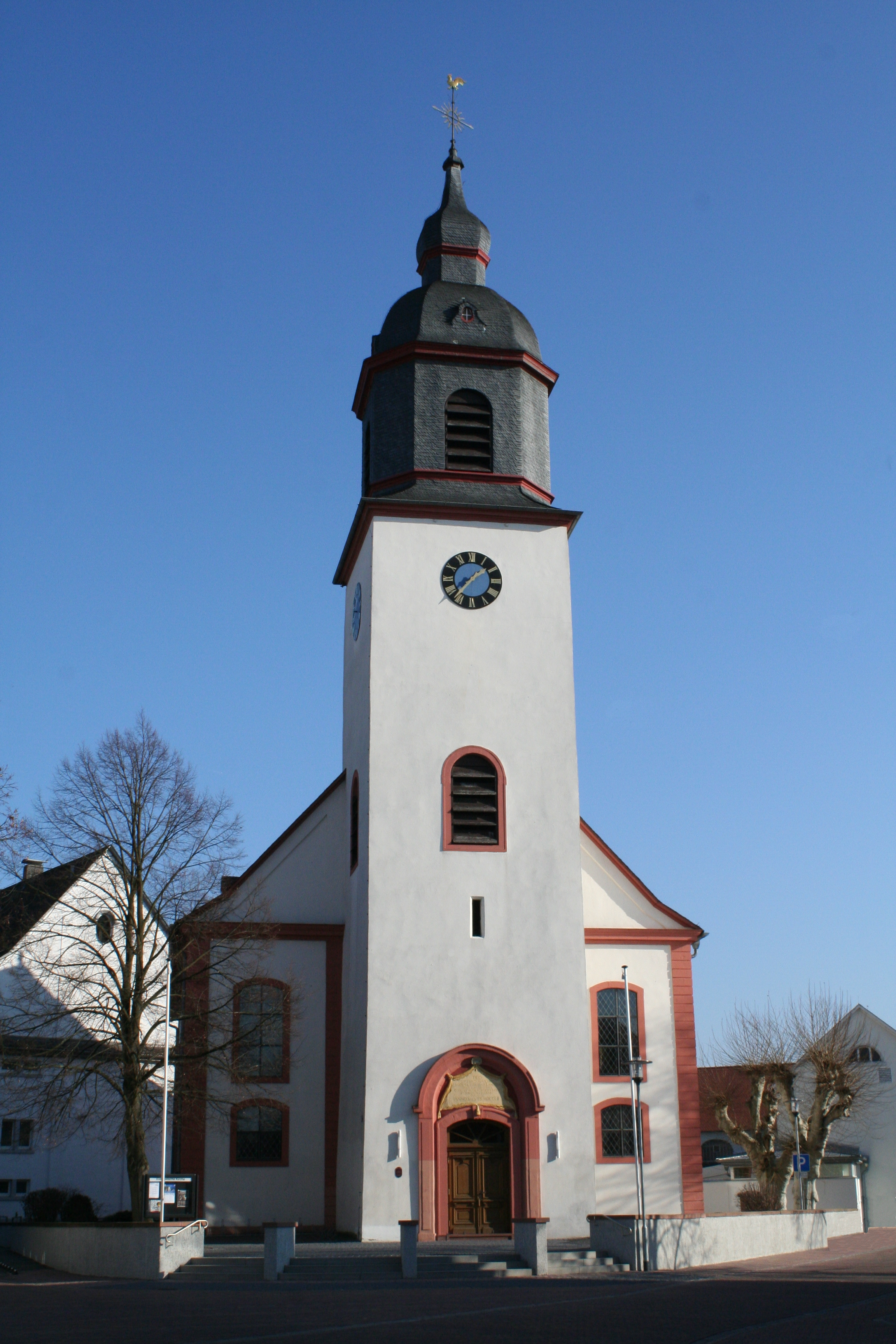
Evangelische Kirche Pfungstadt

Die evangelische Kirche Pfungstadt wurde in der Zeit von 1746 bis 1748 nach einem Plan des Pfarrers Johann Conrad Lichtenberg über den Fundamenten mehrerer Vorgängerkirchen neu erbaut. Der mittelalterliche Turm wurde umgestaltet und 1752 vollendet. Eine Inschrift findet sich über der Eingangstür.
In der Zeit von 1890 bis 1897 wurde der barocke Innenraum vollständig verändert und von dem Geschmack des 19. Jahrhunderts geprägt. Dunkel gestrichene Hölzer zogen in die Kirche ein. Auch wurden mit kräftigen Farben und Schablonen der helle Kalkanstrich übermalt. Auch der Fußboden wurde den neuen Farben angepasst.
Aus der Barockzeit erhalten ist nur der hölzerne Engel, der ursprünglich als Kanzelfuß diente. Er wurde im Jahr 2008 restauriert. Die Orgel wurde 1825 durch Johann Hartmann Bernhard erbaut. Sie hat 26 Register und zwei Manuale.

#### Katholische Kirche

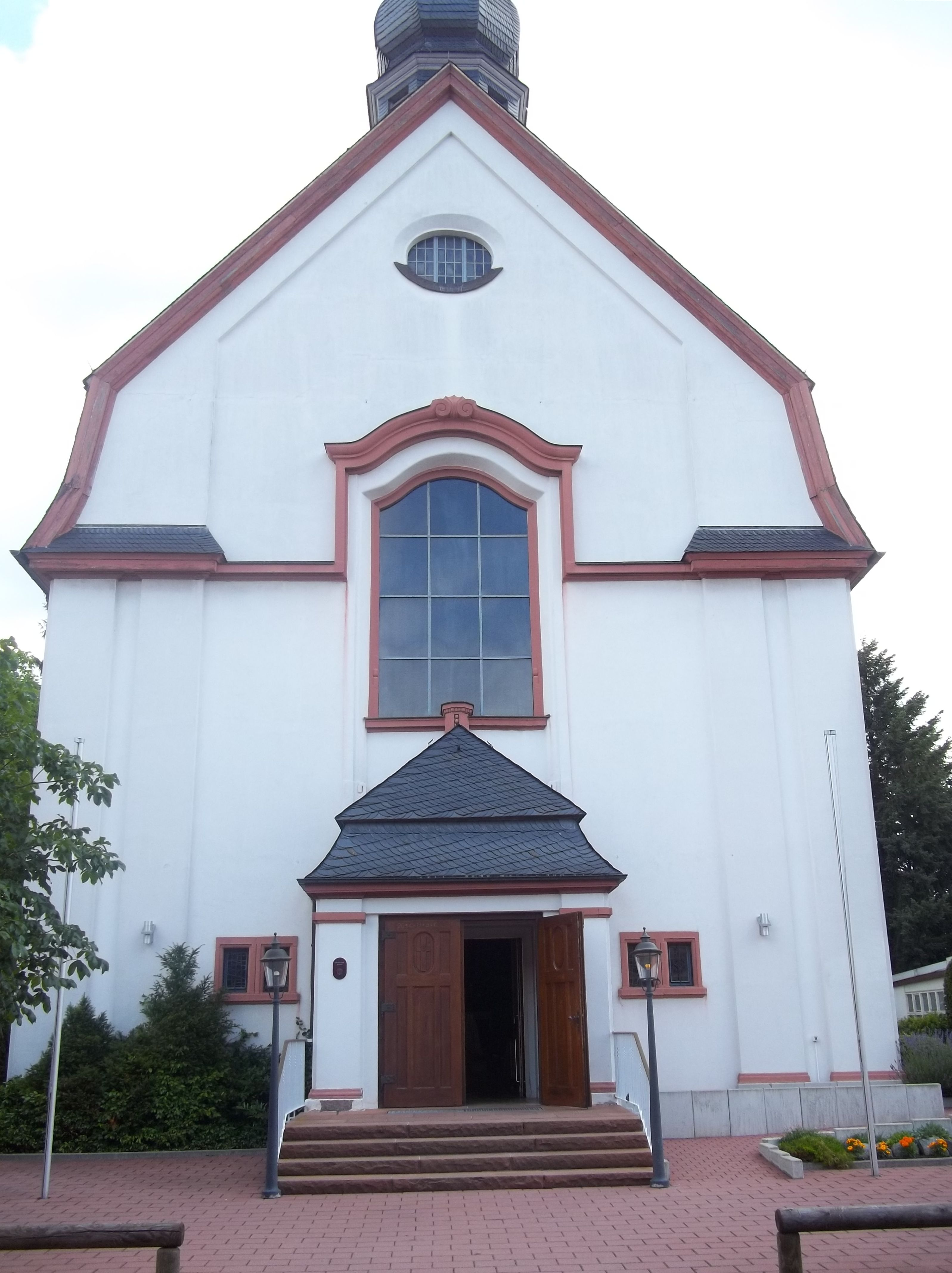
Katholische Kirche Pfungstadt

Für ein paar Dutzend Familien wurde 1912 die Pfarrkirche gebaut, mit etwa 200 Sitzplätzen umfasste sie die gesamte Gemeinde. Die St.-Antonius-Kirche wurde von Eberstadt aus betreut, die dortige St. Joseph Gemeinde ist die Mutterpfarrei.
Durch die Naziherrschaft wuchs die Mitgliederzahl nach dem Zweiten Weltkrieg, durch Heimatvertriebene, von wenigen hundert auf schlagartig über 3000. Durch Zuzug vieler neuer Familien in den 1990er Jahren stieg die Mitgliederzahl immer höher, 2011 waren es 5215 Gemeindemitglieder.

#### Die Pfungstädter Mühlen
Vor dem Dreißigjährigen Krieg (1618–1648) erlebte Pfungstadt eine wirtschaftliche Blüte, die in der Landwirtschaft verbunden mit den zahlreichen Mühlen (14 im Jahre 1630) entlang der Modau begründet war.
Weiter unten am Bachlauf der Modau, in Richtung der Mündung, war das Gefälle zu gering für Mühlen.
Auch in der Pfungstädter Gemarkung ließ das nur noch mäßige Gefälle der Modau ausschließlich sogenannte unterschlächtige Mühlräder zu. Im Jahr 785 sind drei Mühlen urkundlich nachgewiesen.
Die Wasserfallhöhe einer jeden Mühle, so wurde 1461 verfügt, musste drei „Werkschuh“, das entspricht 90 cm, betragen. Dadurch war die Anzahl der Mühlen begrenzt. Die Grafen von Katzenelnbogen, die im 14. Jahrhundert die Herrschaft über Pfungstadt innehatten, legten im sogenannten Mühlenbann genau fest, welche Mühle für welche Ortschaft zuständig war, denn die Müller mussten einen entsprechenden Mühlenzins abführen. Die Müller behielten ihrerseits 1/16 des gemahlenen Getreides (den sogenannten Molter) als Lohn ein. Seit Ende des 17. Jahrhunderts wurden einzelne Mühlen zur Krapp- später zur Ultramarinproduktion eingesetzt.
Die Neumühle stellte 1990 als letzte der Pfungstädter Mühlen ihren Betrieb ein.
Eine Reihe von Mühlen sind bis heute erhalten. Eine Tafel und ein historischer Mühlstein an der Kirchmühle, Kirchgasse, erklären die Geschichte der Pfungstädter Mühlen.

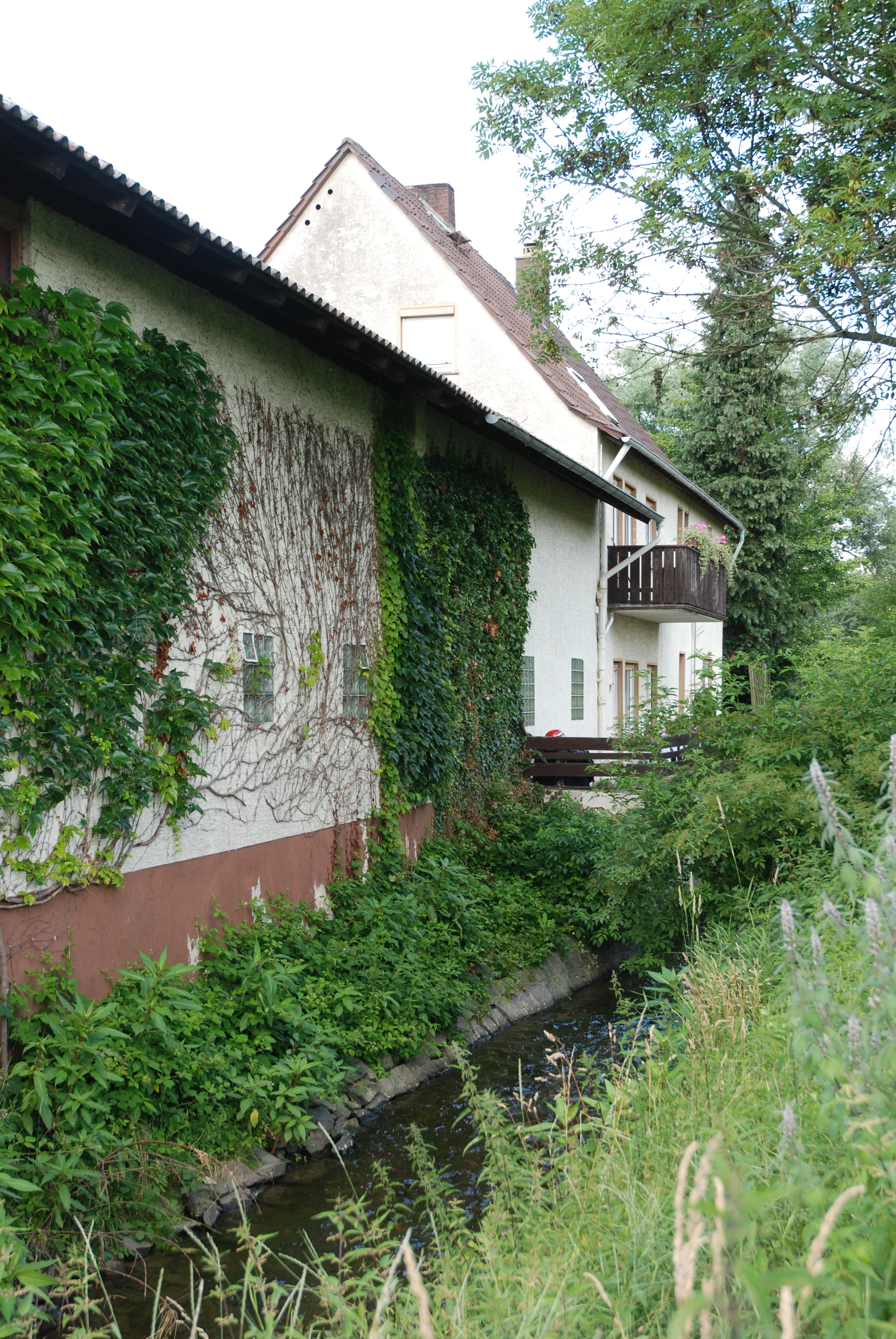
Galgenmühle, 1563 errichtet
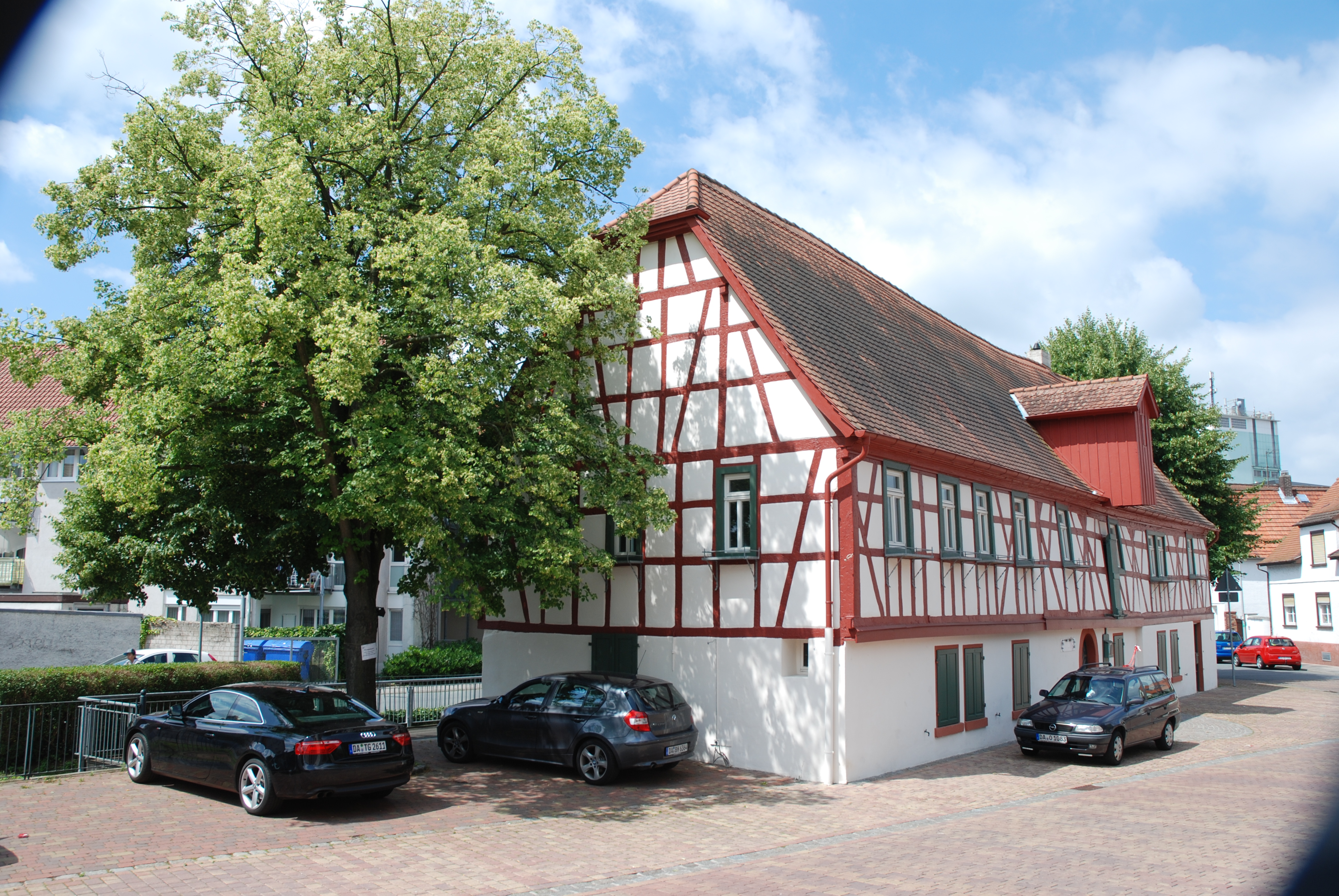
Kirchmühle, 1570 errichtet
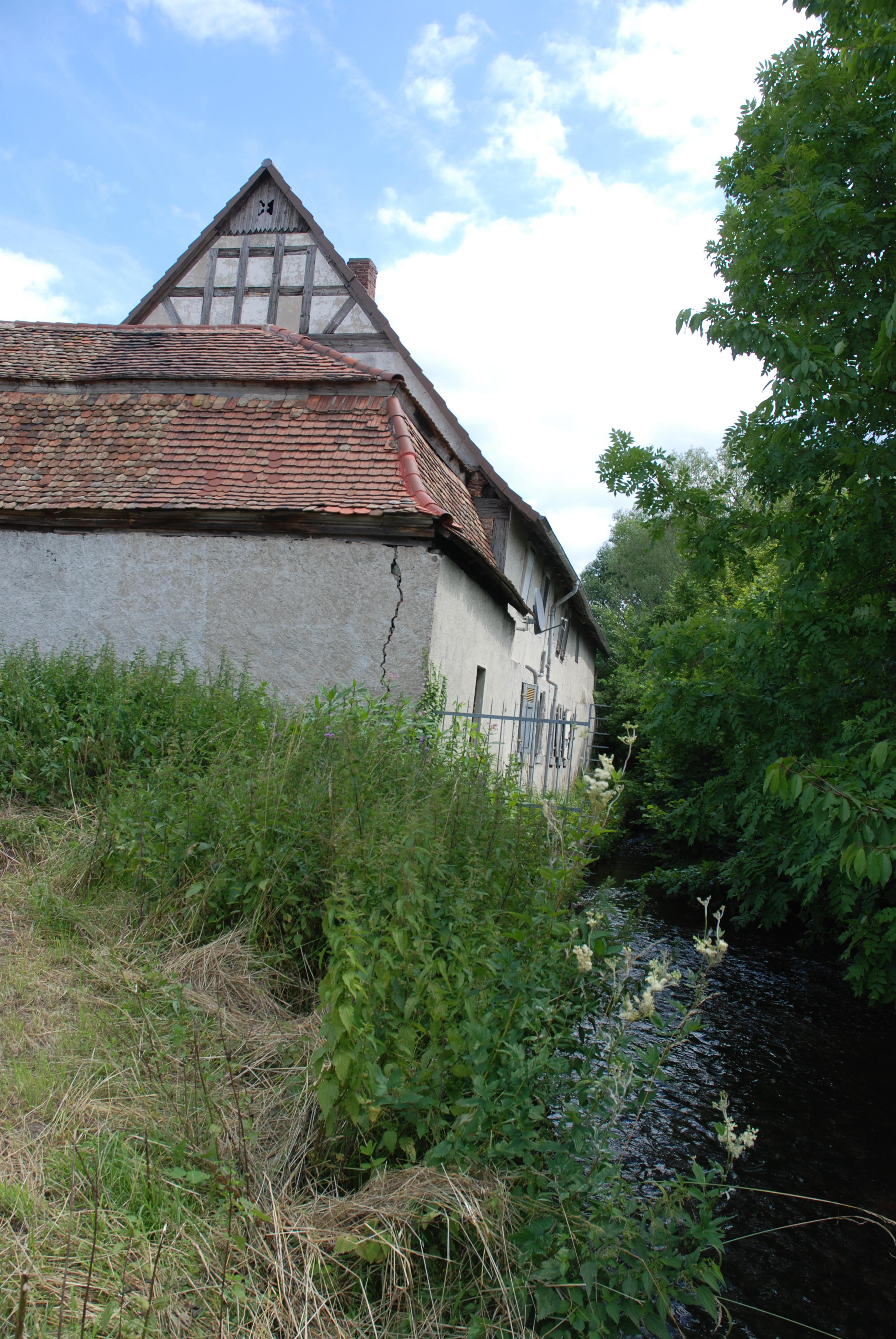
Schmeihmühle, 1441 als Neytmühle erwähnt
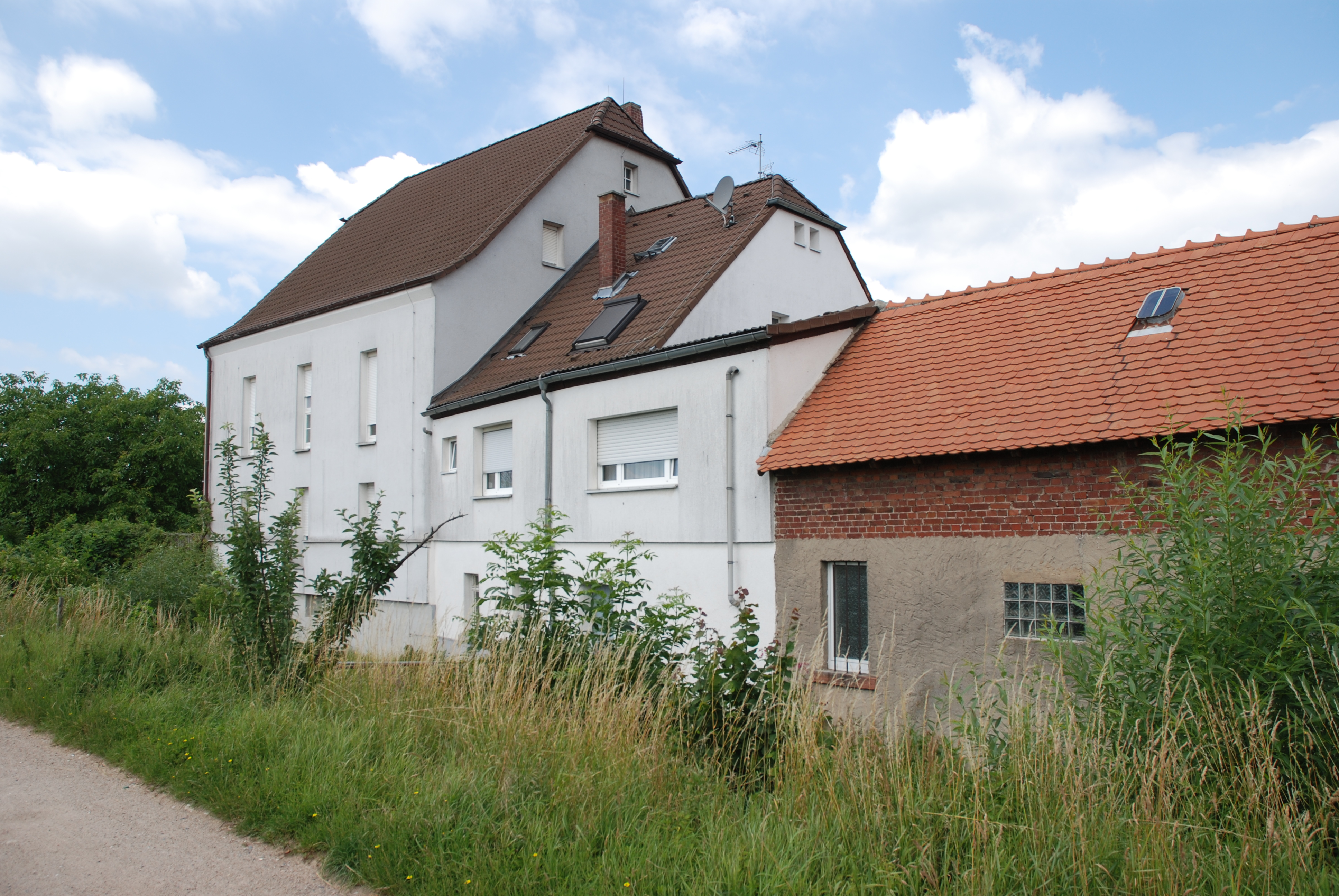
Neumühle
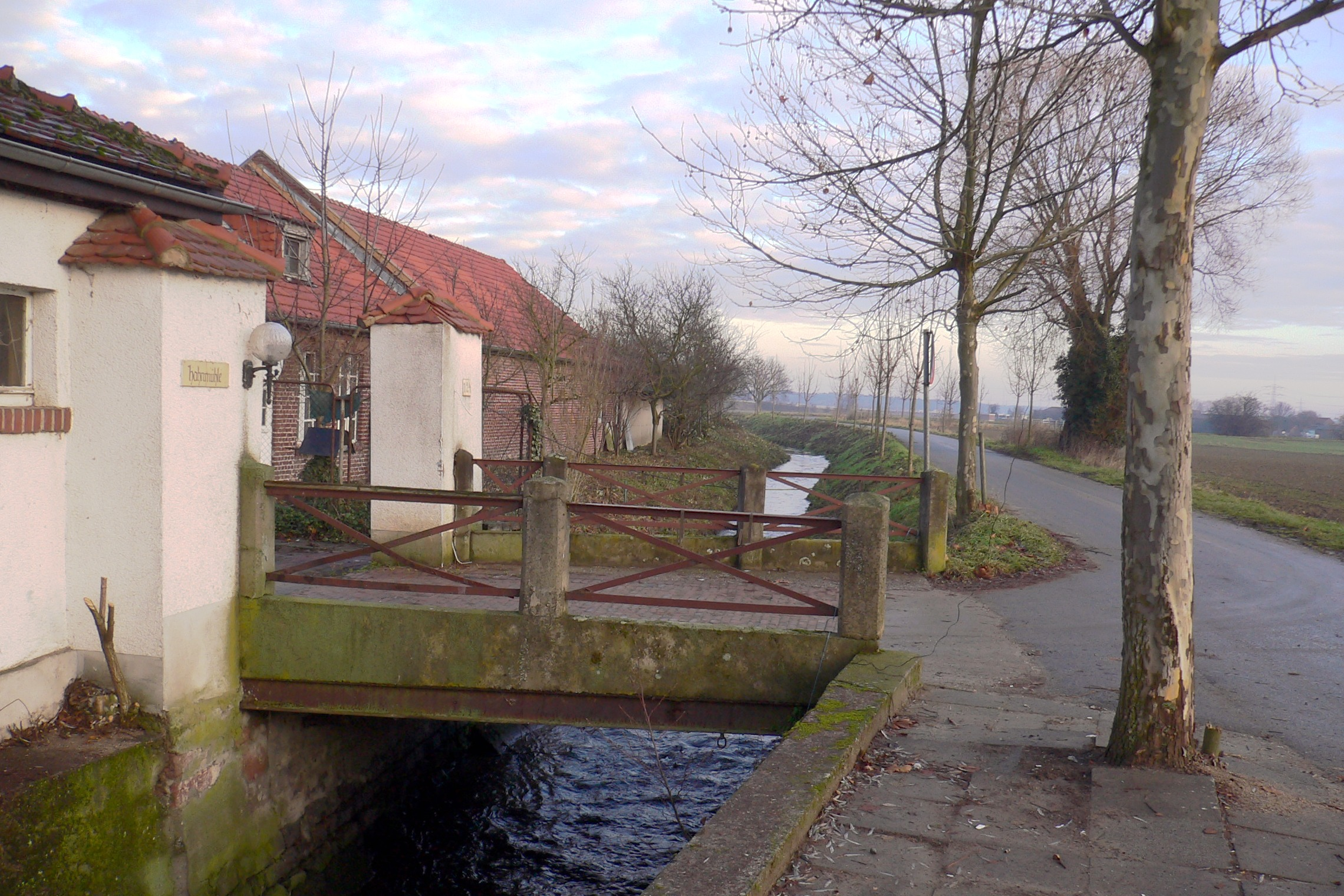
Hahnmühle

### Natur und Schutzgebiete
Im Gebiet von Pfungstadt liegen Teile der Naturschutzgebiete „Pfungstädter Moor“ und „Kalksandkiefernwald bei Bickenbach, Pfungstadt und Seeheim-Jugenheim“.
Das FFH-Gebiet „Weißer Berg bei Darmstadt und Pfungstadt“ schützt Steppenrasen, Sandrasen und Kiefernwälder. Das flächenhafte Naturdenkmal und FFH-Gebiet „Pfungstädter Düne“ liegt teils in Pfungstädter Gebiet, teils in der Gemarkung Darmstadt-Eberstadt.
Pfungstädter Düne
Entstehung und Lage: Die Pfungstädter Düne entstand vor knapp 12.000 Jahren am Ende der letzten Kaltzeit durch das Aufwehen des Flugsandes von Rhein, Main und Neckar. Sie gehört zu einem Gürtel von Flugsanddünen, der von Rastatt bis Mainz reicht. Weitere Binnendünen in der Region sind u. a. der Weiße Berg (im Wald hinter dem Pfungstädter Wasserwerk), die Ulvenbergdüne, Lerchenberg und Kernesbellen und der Brömster in Eberstadt sowie die Griesheimer Düne.
Die Pfungstädter Düne liegt zwischen der Modau und der Pfungstadtbahn. Man erreicht sie über Feld- oder Waldwege.
Flora und Fauna: Die Pfungstädter Düne ist durch ihre Trockenheit gekennzeichnet und gehört zu den wärmsten Klimabereichen Deutschlands.
Sie ist Lebensraum vieler seltener Pflanzen- und Tierarten, darunter das Blaugrüne Schillergras und die Sand-Silberscharte.
Aufgrund seiner bedrohten Bewohner sind 5,5 ha der Düne als Natura-2000-Gebiet besonders geschützt.

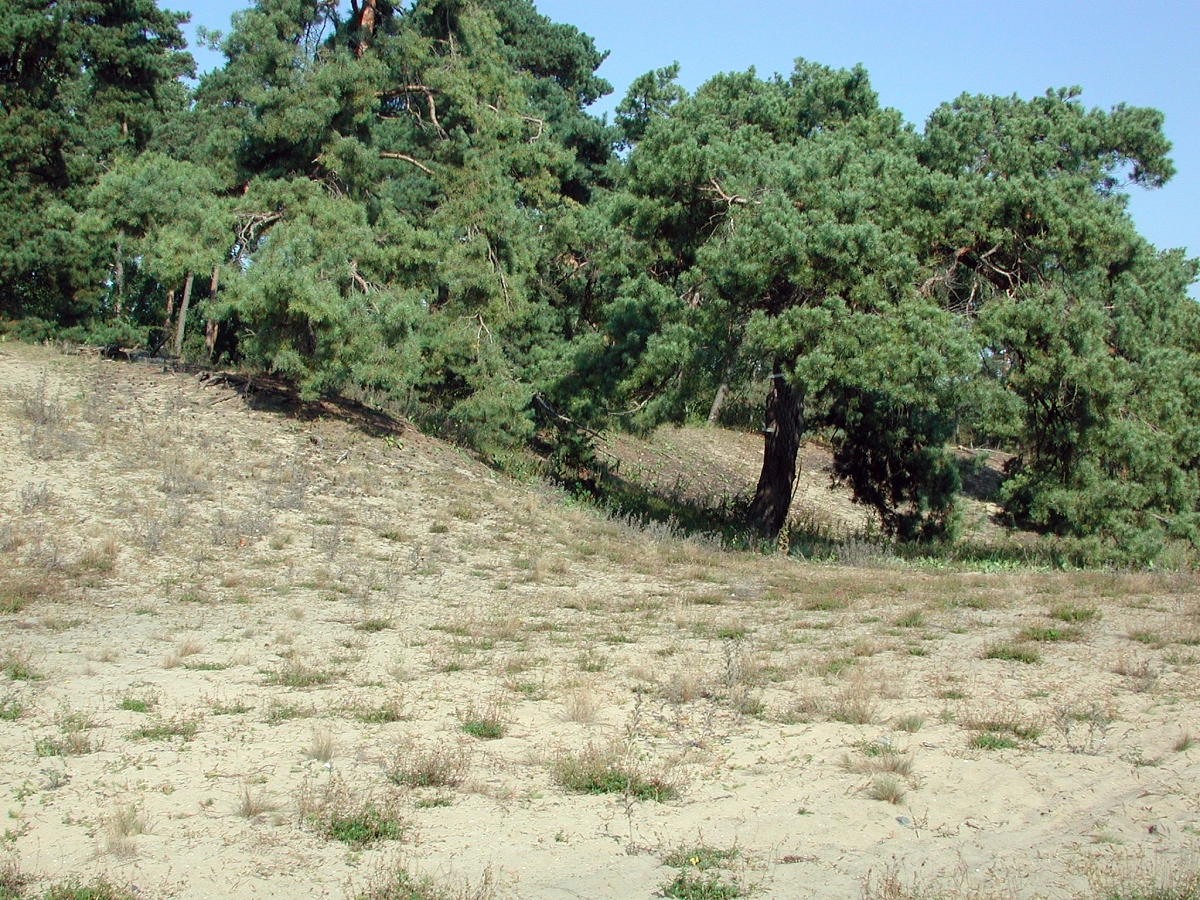
Pfungstädter Düne
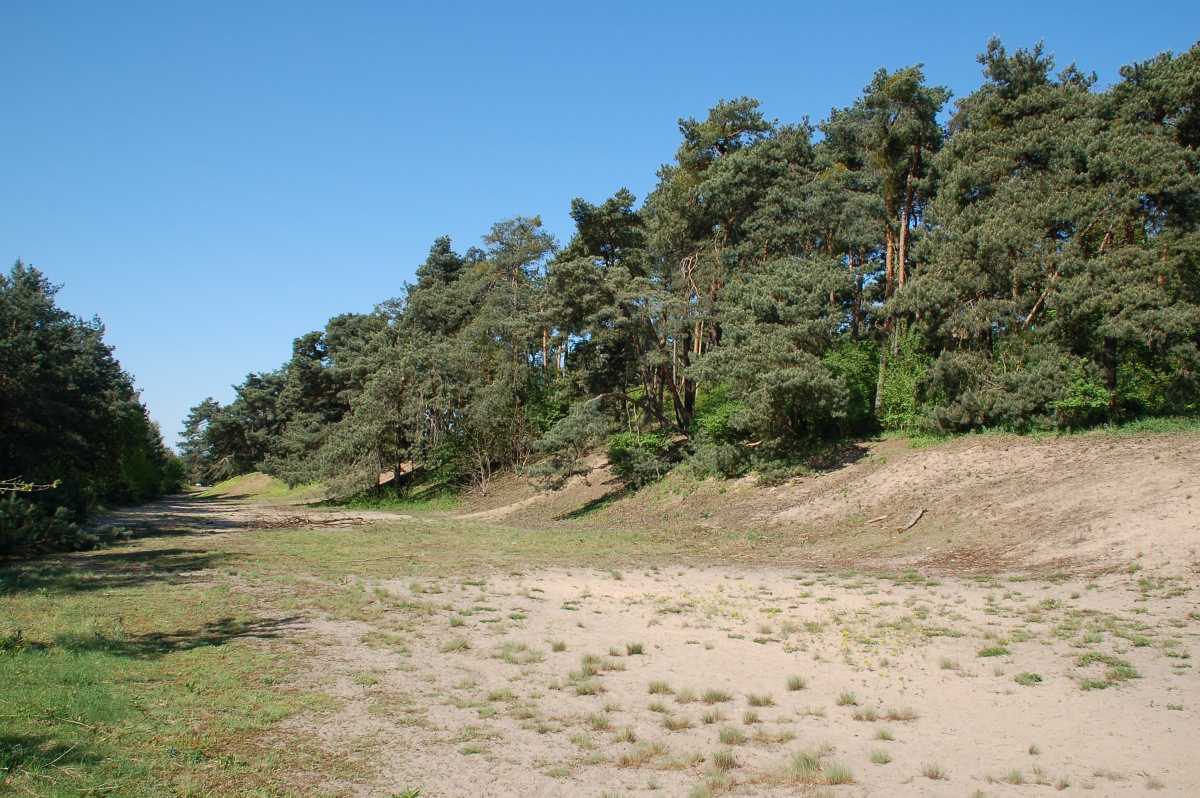
Pfungstädter Düne
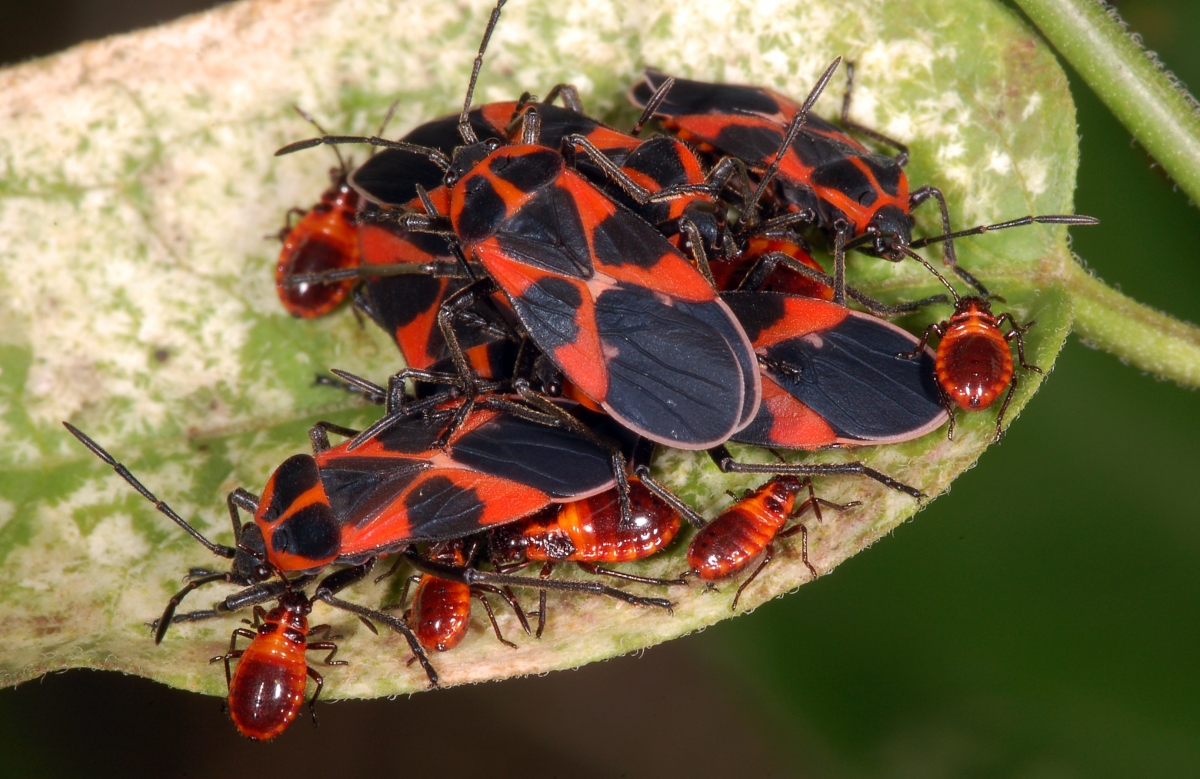
Tropidothorax leucopterus
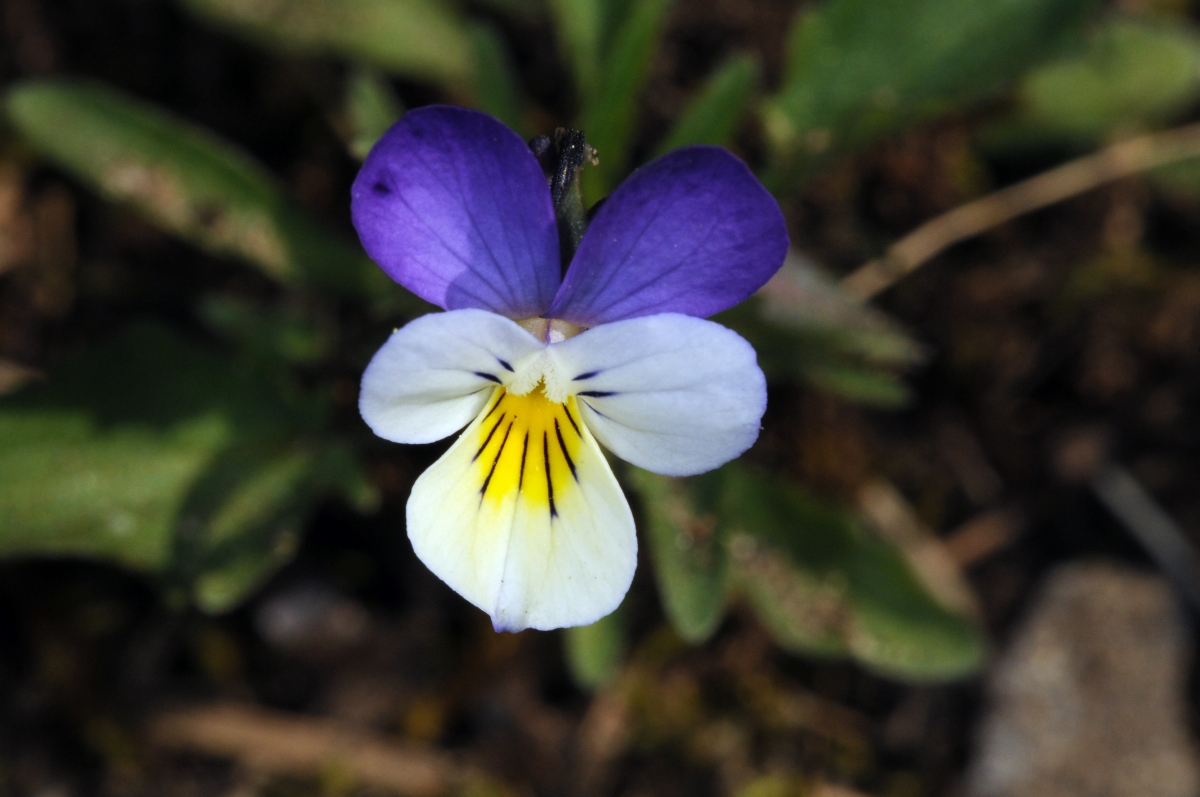
Viola spec. (Veilchen)
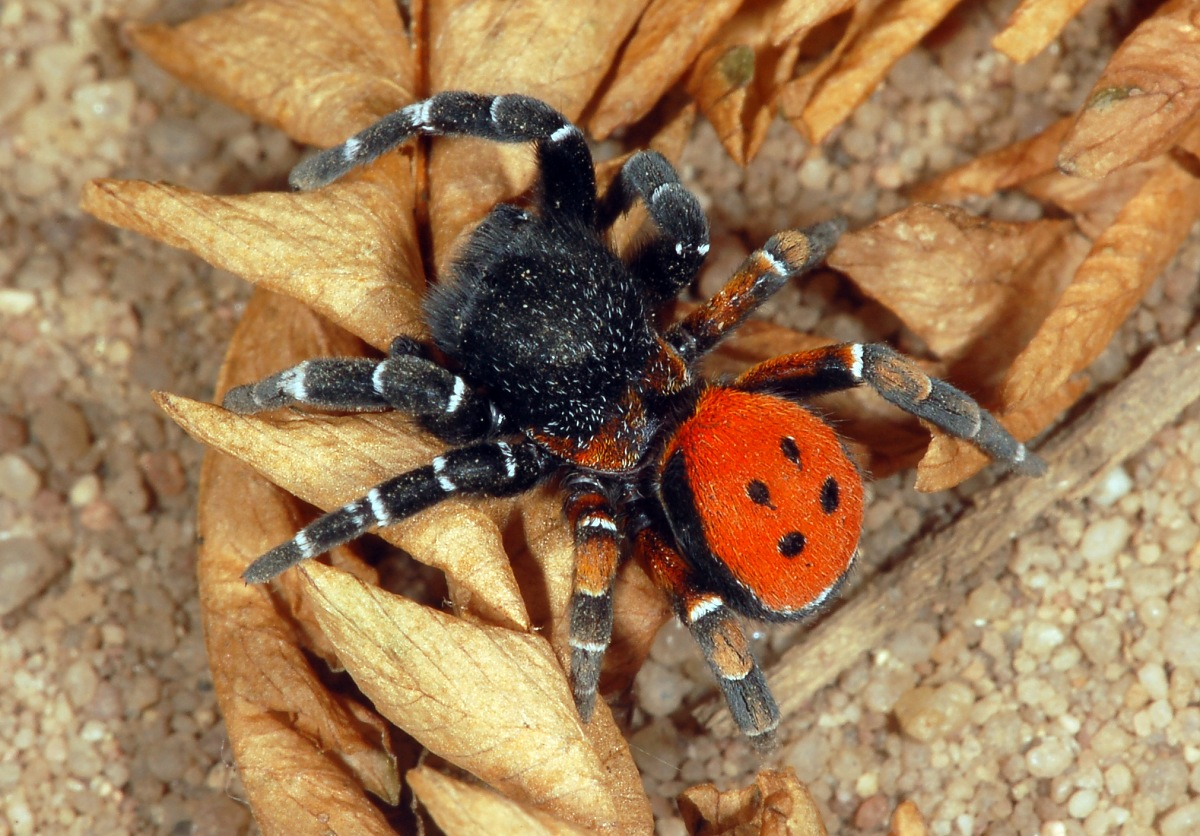
Eresus kollari (Rote Röhrenspinne)

Naturdenkmale

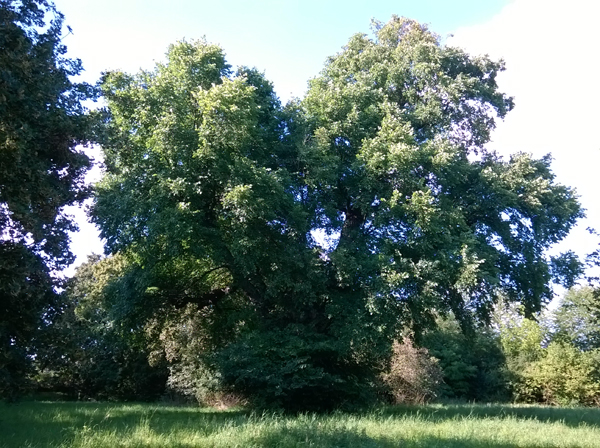
Pfungstädter Ulme

Als Naturdenkmale geschützt sind außerdem eine circa 100 Jahre alte Süntelbuche sowie eine sehr alte Ulme (im Volksmund „die Reest“ = Rüster) sowie im Ortsteil Hahn die Schillereiche.

### Sport
Pfungstadt hat zahlreiche Sportvereine, den Fußballverein RSV Germania Pfungstadt, den Faustballverein TSV Pfungstadt, sowie den Turnverein FTG Pfungstadt, mit der Cheerleading-Abteilung FTG Allstars.
2021 bewarb sich die Stadt als Host Town für die Gestaltung eines viertägigen Programms für eine internationale Delegation der Special Olympics World Summer Games 2023 in Berlin. 2022 wurde sie als Gastgeberin für Special Olympics Namibia ausgewählt. Damit wurde sie Teil des größten kommunalen Inklusionsprojekts in der Geschichte der Bundesrepublik mit mehr als 200 Host Towns.

### Regelmäßige Veranstaltungen
- Die Pfungstädter Brauerei feiert jeweils im Sommer ihr Brauereifest.
- Vom Frühjahr bis zum Herbst findet der Maggd off de Gass statt.[54]
- Die größte kommunale Veranstaltung ist die Pungschter Kerb am zweiten Septemberwochenende, deren Abschluss ein Höhenfeuerwerk bildet.
- Am dritten Adventswochenende findet in der Kirchstraße zwischen dem historischen Rathaus und der evangelischen Kirche ein Weihnachtsmarkt statt.

### Freizeit
In Pfungstadt gibt es zahlreiche Vereine mit unterschiedlichen Freizeit- und Sportangeboten.
Das Naturschutzgebiet Pfungstädter Moor kann zum Spazierengehen genutzt werden.

## Wirtschaft und Infrastruktur

### Flächennutzung
Das Gemeindegebiet umfasst eine Gesamtfläche von 4253 Hektar, davon entfallen in ha auf:
| Nutzungsart             | Nutzungsart             | 2011 | 2015 |
| ----------------------- | ----------------------- | ---- | ---- |
| Gebäude- und Freifläche | Gebäude- und Freifläche | 483  | 491  |
| davon                   | Wohnen                  | 296  | 297  |
|                         | Gewerbe                 | 50   | 58   |
| Betriebsfläche          | Betriebsfläche          | 65   | 64   |
| davon                   | Abbauland               | 0    | 0    |
| Erholungsfläche         | Erholungsfläche         | 36   | 36   |
| davon                   | Grünanlage              | 13   | 14   |
| Verkehrsfläche          | Verkehrsfläche          | 356  | 356  |
| Landwirtschaftsfläche   | Landwirtschaftsfläche   | 1969 | 1961 |
| davon                   | Moor                    | 0    | 0    |
|                         | Heide                   | 0    | 0    |
| Waldfläche              | Waldfläche              | 1252 | 1252 |
| Wasserfläche            | Wasserfläche            | 83   | 83   |
| Sonstige Nutzung        | Sonstige Nutzung        | 8    | 8    |

### Ansässige Unternehmen
- Pfungstädter Brauerei

### Bildungseinrichtungen
In Pfungstadt gibt es fünf Grundschulen (Erich Kästner-Schule, Wilhelm-Leuschner-Schule, Goetheschule, Gutenbergschule (Eschollbrücken), Hahner Schule), eine Förderschule (Schillerschule), eine weiterführende Schule (Friedrich-Ebert-Schule).
Von 1997 bis 2019 befand sich die private Fachhochschule für das Fernstudium (Wilhelm Büchner Hochschule) in Pfungstadt.

#### Friedrich-Ebert-Schule Pfungstadt

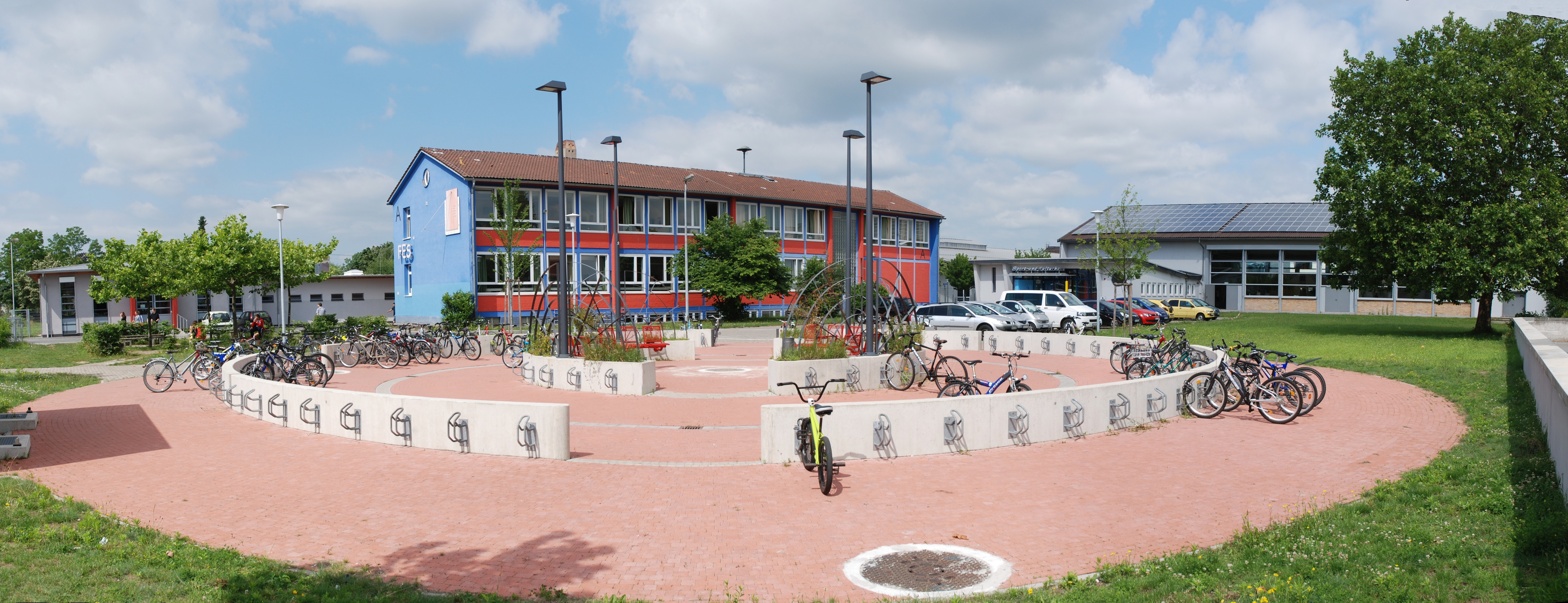
FES Pfungstadt von Süden

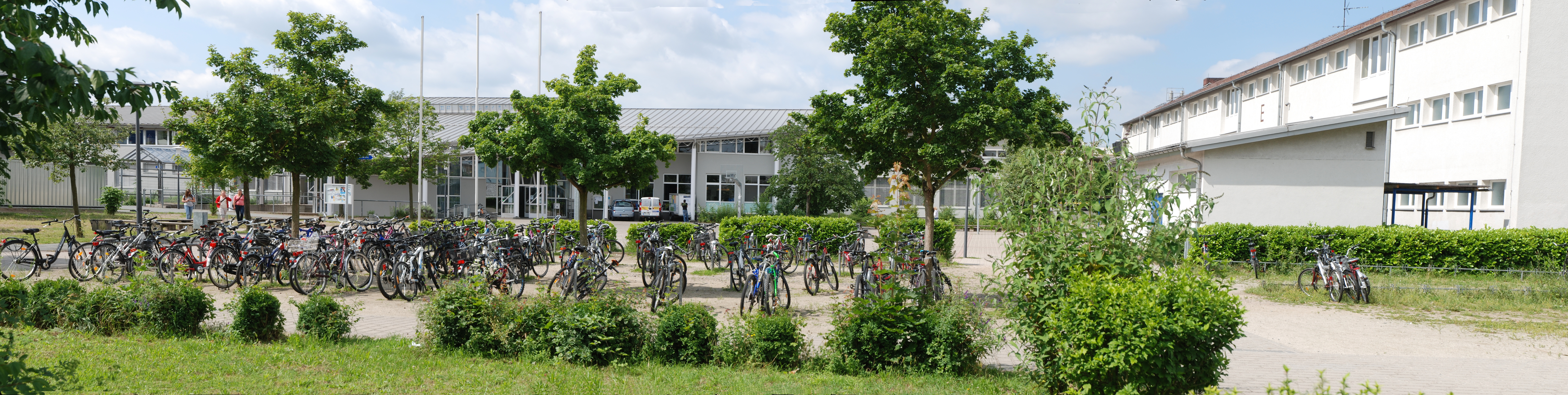
FES Pfungstadt von Osten

Die Friedrich-Ebert-Schule Pfungstadt ist eine kooperative Gesamtschule mit gymnasialer Oberstufe und zählt ca. 1250 Schülerinnen und Schüler, sowie ca. 100 Lehrkräfte (Stand: Oktober 2017). Sie befindet sich in der Ringstraße 51–61, im Nordwesten Pfungstadts.

##### Geschichte und Organisation
Gegründet wurde die Friedrich-Ebert-Schule 1954. Bis 1980 war sie eine traditionelle Haupt- und Realschule und wurde dann um die Förderstufe ergänzt, die sich zunächst in der Goethe- und Lessingschule in der Innenstadt befand. 1982 wurde die Schule in eine kooperative Gesamtschule umgewandelt mit einem gymnasialen Zweig für die Mittelstufe. Durch bauliche Erweiterungen wurde die Förderstufe 1990 in die Ringstraße verlegt, die Räumlichkeiten der Lessingschule ab 1996 durch die neu gegründete gymnasiale Oberstufe genutzt. Ab dem 1. August 2011 gibt es für alle neu Eingeschulten nur noch zwei Schulzweige: den Gymnasialzweig und, aufbauend auf der Förderstufe, den Verbundzweig. Im Verbund bleiben die Schüler von Klasse 5 bis Klasse 9 im Klassenverband zusammen und werden von einem festen Team von Lehrkräften bis zu ihrem Schulabschluss begleitet. Eine Differenzierung wird durch das Kurssystem auf verschiedenen Leistungsniveaus möglich.

##### Sozialwirksame Schule
Das Konzept der Sozialwirksamen Schule, entwickelt vom Münchner Schulpsychologen Hopf, soll die Lernkultur der Schule nachhaltig verbessern und wurde 2007 an der Friedrich-Ebert-Schule eingeführt. Die fünf Ziele des Konzepts sind die Verbesserung der Wahrnehmung der schulischen Erziehungsaufgabe, die Entwicklung des Sozialklimas und der Lernkultur, die Vermittlung sozialer Kompetenzen an Schüler, die Stärkung ihrer Persönlichkeit und die Verminderung von Aggressivität und Gewalttätigkeit in der Schule.

### Verkehr

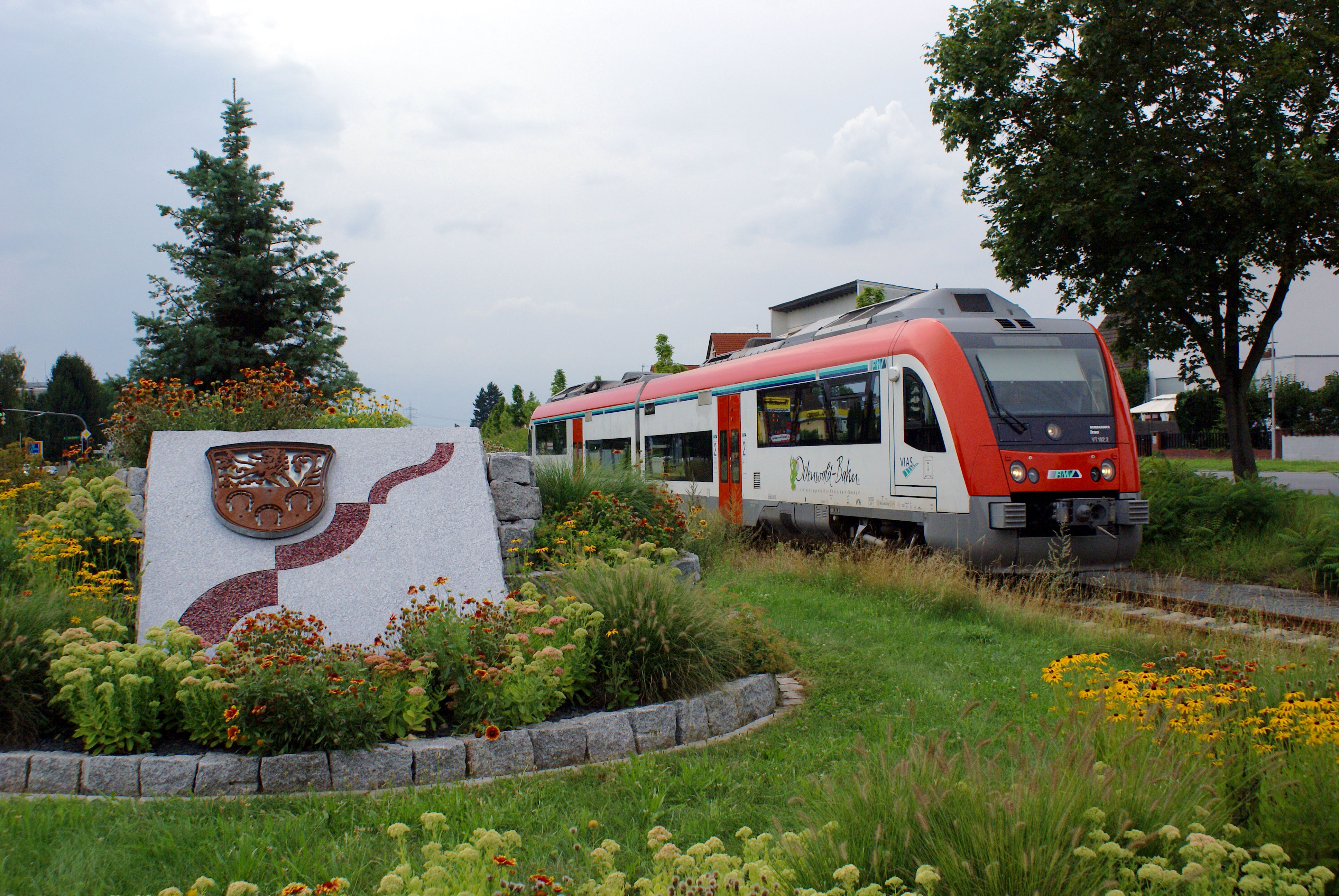
Pfungstadtbahn: Dieseltriebzug bei der Ausfahrt aus dem Bahnhof Pfungstadt

Pfungstadt liegt zwischen den Autobahnen A 5 und A 67. Außerdem führte die B 426 bis Oktober 2004 noch durch die Ortschaft. Nach über 40 Jahren Planung wurde im Jahr 2000 mit dem Bau der Umgehungsstraße begonnen, welche am 8. Oktober 2004 dem Verkehr übergeben wurde. Die „alte“ Bundesstraße durch den Ort wurde mittlerweile an einigen Stellen zurückgebaut.
Am 10. Dezember 2011 wurde die Pfungstadtbahn wieder in Betrieb genommen. Stündlich wird der Darmstädter Hauptbahnhof in zwölf Minuten erreicht. Etwa jeder zweite Zug fährt weiter über die Odenwaldbahn nach Erbach bzw. Eberbach. An Samstagen, Sonn- und Feiertagen fährt die Pfungstadtbahn nur bis Darmstadt Hbf. Betreiber ist die Vias.
Auch ist Pfungstadt durch die Buslinien P, PE und PG bedient, welche Pfungstadt mit dem Straßenbahn- und Busnetz in Darmstadt-Eberstadt verbinden.
Der PE fährt von der Wartehalle in Eberstadt über den Pfungstädter Bahnhof, den Norden Pfungstadts und Hahn nach Eschollbrücken, bedient also den Norden der Stadt. Die Linie P fährt von Eberstadt über den Bahnhof und den Süden Pfungstadts wieder zum Bahnhof, bedient also den Süden der Stadt. Die Linie PG, verbindet Pfungstadt montags bis freitags mit Eberstadt, dem Stadtteil Hahn, dem Bruchackerhof des Ortes Crumstadt (Stadt Riedstadt), dem Bahnhof Biebesheims mit der Gemeinde Gernsheim.

## Persönlichkeiten

### Söhne und Töchter der Stadt
- Adam Neuner (1788–1869), Chirurg, Stabsarzt des großherzoglichen Artilleriekorps
- Georg Wilhelm Justin Wagner (1793–1874), Geometer und Historiker
- Philipp Peter Crößmann (1793–1852), evangelischer Theologe
- Gustav Wilhelm Lichtenberg (1811–1879), Jurist und Politiker
- Georg Hess (1832–1909), Künstler und Bildhauer, in Pfungstadt geboren und gestorben[57]
- Lazarus Löb (1835–1892), orthodoxer Oberrabbiner von Altona
- Valentin Berdux (1841–1922), Gründer der Berdux Klavier- und Flügelmanufaktur München
- Ernst Büchner (1850–1925), Chemiker
- Wilhelm Horst (1852–1940), Landschafts-, Porträt- und Miniaturmaler sowie Gemälderestaurator
- Oskar Kohnstamm (1871–1917), Neurologe und Psychiater. Geboren im „Herrenhaus“ der „Blaufabrik“ als Sohn des Prokuristen Moritz Kohnstamm.
- Hanna Hertz (1886–1973), sozialdemokratische Autorin und Übersetzerin
- Wilhelm Ulrich (1890–1971), Architekt
- Peter Grund (1892–1966), Architekt, 1933–1937 Direktor der Kunstakademie Düsseldorf und 1935–1937 Referent für Städtebau der NSDAP, 1947 bis 1959 Oberbaudirektor in Darmstadt
- Ferdinand May (1896–1977), später Chefdramaturg in Leipzig und prominenter Autor in der DDR, Vater der Sängerin und Schauspielerin Gisela May
- Willi Eiermann (1925–2002), Politiker (SPD)
- Bernd Böttiger (* 1958), Arzt, Gesundheitsmanager und Hochschullehrer

### Mit Pfungstadt verbunden
- Wilhelm Büchner (1816–1892), Bruder des Dichters Georg Büchner, Apotheker, Chemiker, Fabrikant und Politiker, lebte und starb in Pfungstadt
- Georg Raab (1869–1932), erster demokratischer Minister für Wirtschaft und Arbeit in Hessen (Kabinett Ulrich I), lebte von 1885 bis zu seinem Tod in Pfungstadt
- Chaim Weizmann (1874–1952), später erster Präsident Israels, unterrichtete ab 1892 naturwissenschaftliche Fächer am Pfungstädter „Israelitischen Lehr- und Erziehungsinstitut“
- Dieter W. Leitner (* 1935), deutscher Journalist, Schriftsteller, Schriftkünstler und Buchgestalter
- Hans-Joachim Heist (* 1949), Schauspieler, bekannt als Kommentator Gernot Hassknecht in der heute-show des ZDF; Stadtverordneter der SPD
- Friedhelm Kändler (* 1950), Dichter und Bühnenautor, zog 2012 aus seiner Heimatstadt Hannover in das Pfungstädter Künstlerhaus „Wildkind“.